# Cernăuți
Cernăuți (în ucraineană Чернівці, transliterat: Cernivți, în poloneză Czerniowce, în germană Czernowitz, în rusă Черновцы, transliterat: Cernovțî, în idiș טשערנאָוויץ, transliterat Tschernivts, în italiană Cernovizza, în franceză Tchernivtsi, în engleză Chernivtsi) este un oraș și centru administrativ, politic și economic al regiunii cu același nume din vestul Ucrainei (Nordul Bucovinei). Orașul este situat pe malurile râului Prut.

## Istorie

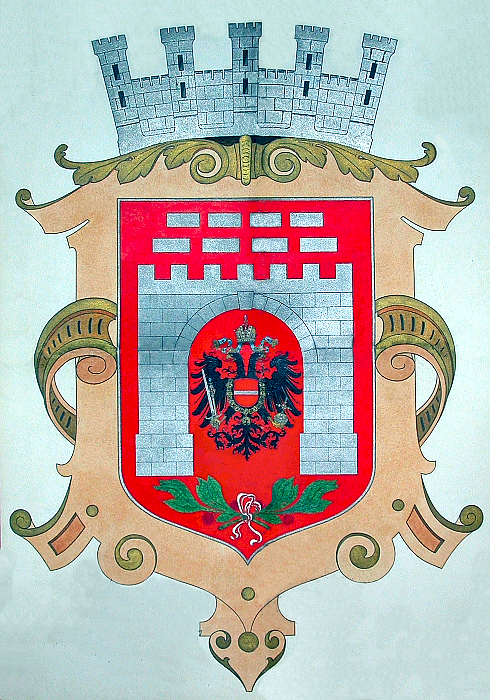
Stema austriacă a orașului până în 1918

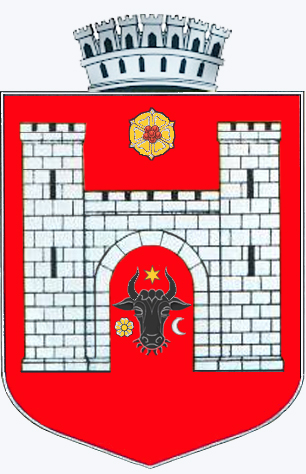
Stema interbelică a orașului Cernăuți

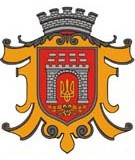
Stema actuală a orașului Cernăuți

### În evul mediu timpuriu
Pe partea opusă a Prutului față de actualul oraș a existat o mică cetate, Țețina, distrusă de tătari. Se pare că locuitorii rămași în viață au decis reconstruirea localității pe partea sudică a râului, considerată mai ușor de apărat. Orașul Cernăuți este atestat documentar la 8 octombrie 1408 într-un privilegiu acordat de Alexandru cel Bun, domnitor al Moldovei (1400–1432), negustorilor din Lwow (în perioada austriacă Lemberg, azi Lviv în Ucraina):
„Din mila lui Dumnezeu, noi Alexandru voievod, domn al Țării Moldovei. Facem cunoscut cu această carte a noastră tuturor celor care o vor vedea sau o vor auzi că am încheiat cu sfetnicii și cu orășenii din târgul Liov și cu tot poporul lor și am făcut așezământ despre vămi, în țara noastră, și am încheiat cu dânșii ca să umble în țara noastră cu mărfurile lor. Și le-am rânduit vămi și le-am ușurat să dea vamă, în țara noastră, astfel. Mai întâi vama principală de la Suceava, la descărcare, pentru postav, de hrivnă trei groși...
...

Iar în Cernăuți, vama pentru un car nemțesc patru groși, pentru carul armenesc șese groși, pentru o vită cornută un groș, pentru zece porci un groș, pentru zece oi un groș, iar pentru cal sau iapă câte doi groși. Iar la trecători și pentru carele nemțești încărcate și pentru cele armenești câte patru groși. Aceasta-i vama Cernăuțului. În Cernăuți, carele să nu se scuture, ci neguțătorul să-și dea cuvântul său, că nu are marfă oprită în carul său, jderi, argint, ceară și cai buni de țară.

...

La Suceava, în anul 6619 <1408> octombrie 8.”
Începând cu 1775, orașul a făcut parte din Imperiul Habsburgic primind numele de Czernowitz. La recensământul din acel an au fost numărate în oraș 338 de familii.
Autoritățile imperiale au colonizat la Cernăuți populație de limbă germană, atât germani, cât și evrei. În anul 1849 Cernăuți a devenit capitala Ducatului Bucovinei, instituit prin Constituția Austriei din 4 martie 1849.
Cei șase primari pe care i-a avut orașul între 1864 și 1914 au fost: un polonez, un armean, doi germani și doi evrei. În anul 1875 a fost înființată Universitatea Cernăuți, o instituție de învățământ superior renumită în tot Imperiul Austro-Ungar.

### Primul Război Mondial

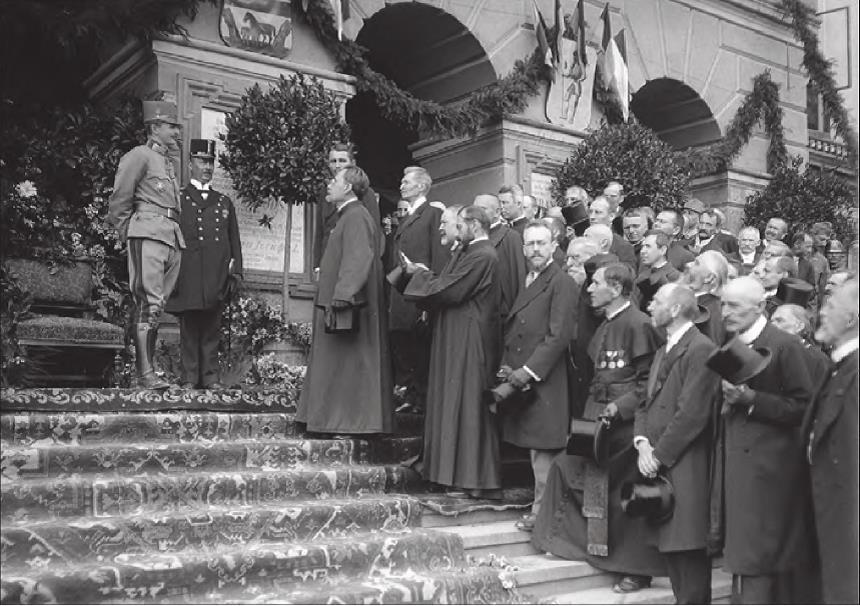
Împăratul Carol I al Austriei la Cernăuți, 1917

În timpul primului război mondial, Cernăuțiul a fost ocupat de armate rusești în trei rânduri. Prima ocupare a Cernăuțiului a avut loc în ziua de 2 septembrie 1914, când în oraș au intrat mai multe regimente de cazaci, comandate de generalul Pavlov și colonelul Ariutinov. În octombrie 1914, batalionul maiorului austriac Iaskiewicz a reocupat orașul Cernăuți. A doua invazie rusească a avut loc în 27 septembrie 1916, când armata rusă comandată de colonelul Sechin a sosit în oraș, după părăsirea orașului de către autoritățile austriece. La 18 iunie 1917, rușii au invadat a treia oară Bucovina.
Când Austro-Ungaria s-a dezmembrat în 1918, Cernăuții au devenit parte din România.

### Al Doilea Război Mondial
În iunie 1940 a fost ocupat de Armata Roșie a URSS, împreună cu Bucovina de Nord, în urma pactului Ribbentrop-Molotov și alocat Republicii Sovietice Socialiste Ucrainene. Populația locală românească a fost supusă represiunii sovietice. 
La o ședință a Comitetului Central a PCUS din 9 septembrie 1940, Iosif Stalin, care a cerut personal anexarea Cernăuților la Uniunea Sovietică, a declarat: "Îmi place orașul Cernăuți. Am fost acolo, l-am văzut". Cel mai probabil Stalin a vizitat orașul în perioada tinereții sale revoluționare, când orașul era sub stăpânire austro-ungară.
În iulie 1941 a fost recucerit de România, pe atunci în alianță cu Germania Nazistă. Autoritățile române au trecut la eliminarea populației evreiești din oraș, unde au concentrat-o într-un ghetou înființat la 11 octombrie 1941, de unde au început deportările în lagărele din Transnistria. Traian Popovici, primarul orașului, s-a opus cu vigoare acestor măsuri, reușind să salveze de la deportare circa 19.000 de evrei. La 30 martie 1944 Armata Sovietică l-a reocupat, fiind reanexat la Uniunea Sovietică, în cadrul aceleiași Republici Sovietice Socialiste Ucrainene. În luptele ce s-au dat pentru oraș (25–30 martie 1944) au murit 1.500 de soldați și ofițeri români și germani.

### Perioada sovietică
După Dezmembrarea Uniunii Republicilor Sovietice Socialiste în 1991, Cernăuți a devenit parte a Ucrainei independente.

### Perioada postsovietică
România a deschis în mai 1999 un Consulat General la Cernăuți.
La începutul Invaziei Rusiei în Ucraina, orașul a fost o gazdă pentru persoanele strămutate intern din zona de front din estul și centrul Ucrainei și un punct de odihnă pentru refugiații în drum spre România din apropiere.

## Populație

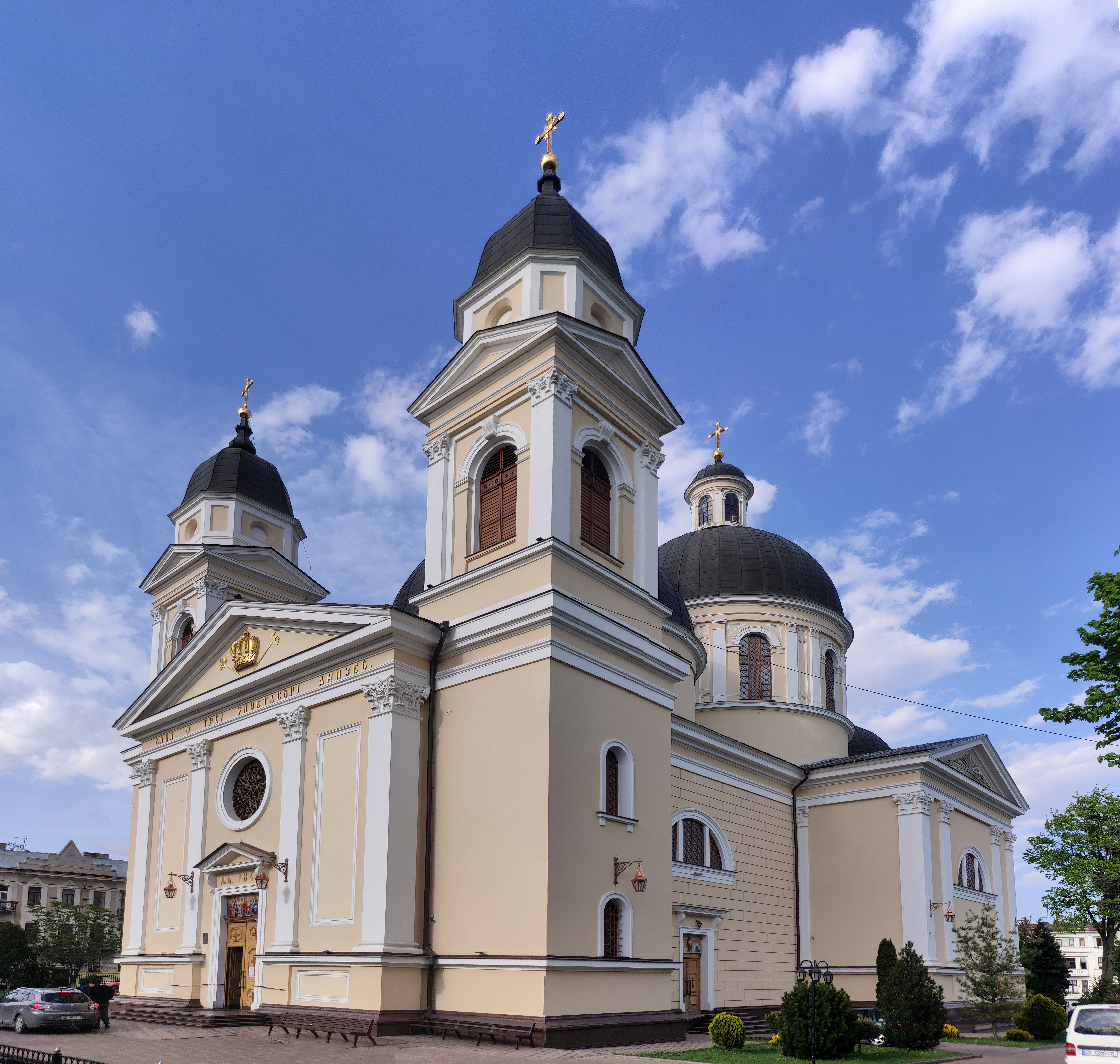
Catedrala Pogorârea Sfântului Duh din Cernăuți

Populația Cernăuților a cunoscut modificări de-a lungul timpului. În perioada habsburgică s-au așezat în oraș numeroși evrei, germani, polonezi, precum și ucraineni. Aceștia din urmă au reușit să-i devanseze numeric pe români, după cum rezultă din rezultatul diferitelor recensăminte austriece prezentate în următorul tabel:
|      | Cernăuți (orașul) | Cernăuți (orașul) | Cernăuți (suburbii) | Cernăuți (suburbii) |
| ---- | ----------------- | ----------------- | ------------------- | ------------------- |
| Anul | Români            | Ucraineni         | Români              | Ucraineni           |
| 1860 | 9.177             | 4.133             | 20.068              | 6.645               |
| 1870 | 5.999             | 5.831             | 28.315              | 35.011              |
| 1880 | 6.431             | 8.232             | 8.887               | 23.051              |
| 1890 | 7.624             | 10.385            | 11.433              | 34.067              |
| 1900 | 9.400             | 13.030            | 13.252              | 25.476              |
| 1910 | 13.440            | 15.254            | 18.060              | 22.351              |

Conform datelor recensământului din 1930, din cei 112.427 de locuitori ai municipiului Cernăuți, 35.387 erau ortodocși, 7.168 greco-catolici, 21.232 romano-catolici, 4.854 evanghelici-lutherani, 42.932 mozaici ș.a. Din punct de vedere etnic, 30.367 s-au declarat români, 568 unguri, 16.359 germani, 1.521 ruși, 11.130 ucraineni, 8.986 poloni, 42.592 evrei ș.a. Mai mult de jumătate din populația evreiască originară din oraș a fost nimicită, din motive rasiste, în cadrul programului de exterminare aplicat de regimul antonescian în colaborare cu Germania nazistă în anii celui de-al Doilea Război Mondial.
Cea mai mare parte a populației rămase a Cernăuților a fost transferată în restul Uniunii Sovietice, imediat după instaurarea regimului comunist, în anii 1940-1941 precum și după 1944. 
În locul celor deportați din motive rasiale sau din alte considerente politice mai mult sau mai puțin similare, ca și al celor emigrați sau „repatriați”, din rândurile evreilor, germanilor, românilor, polonezilor și ucrainenilor, au fost aduși cetățeni de pe cuprinsul Uniunii Sovietice, majoritatea atașați culturii ruse și ucrainene.
Populația actuală este, potrivit datelor recensământului populației Ucrainei din 2001, de 236.691 de locuitori. Între aceștia se află 189.021 de ucraineni, 26.733 ruși, 10.553 români și încă 3.829 români care au optat pentru categoria de moldoveni; 1.408 polonezi 1.308 evrei și 971 - alții. Orașul ocupă o arie de 153 km pătrați și este împărțit administrativ în 3 sectoare (raioane): Садгiрський/Sadagura (Sadagura, Jucica Nouă, Jucica Veche, Rohozna, Lencăuți, Șerăuții de Jos - suburbiile de la nord de Prut), Шевченкiвский/Șevcenko (Taras Șevcenko - poet ucrainean) și Першотравневий/1 mai.

### Recensământul din 1930
Componența etnică a orașului Cernăuți (1930)
     Români (27,01%)
     Germani (14,55%)
     Evrei (37,88%)
     Ruteni (9,9%)
     Polonezi (7,99%)
     Maghiari (0,5%)
     Ruși (1,35%)
     Altă etnie (0,82%)
Componența confesională a orașului Cernăuți (1930)
     Ortodocși (31,47%)
     Romano-catolici (18,88%)
     Mozaici (38,18%)
     Evanghelici/Luterani (4,31%)
     Greco-catolici (6,37%)
     Altă religie (0,89%)
Conform recensământului efectuat în 1930, populația orașului Cernăuți se ridica la 112.427 locuitori. Majoritatea locuitorilor erau evrei (37,88%), cu o minoritate de români (27,01%), una de germani (14,55%), una de ruteni (9,90%), una de polonezi (7,99%), una de maghiari (0,5%) și una de ruși (1,35%). Alte persoane s-au declarat: armeni (59 de persoane), bulgari (78 de persoane), greci (11 persoane), găgăuzi (19 persoane), sârbi/croați/sloveni (29 de persoane), turci (30 de persoane), cehi/slovaci (226 de persoane), altă etnie (118 persoane), iar 334 de persoane nu au declarat etnia. Din punct de vedere confesional, majoritatea locuitorilor erau mozaici (38,18%), dar existau și ortodocși (31,47%), romano-catolici (18,88%), evanghelici/luterani (4,31%), greco-catolici (5,37%). Alte persoane au declarat: armeano-gregorieni (19 persoane), armeano-catolici (84 de persoane), baptiști (64 de persoane), adventiști (92 de persoane), reformați (92 de persoane), unitarieni (46 de persoane), ortodocși pe stil vechi (lipoveni) (17 persoane), musulmani (30 de persoane), altă religie (12 persoane), fără religie (88 persoane), iar 310 persoane nu au declarat religia.

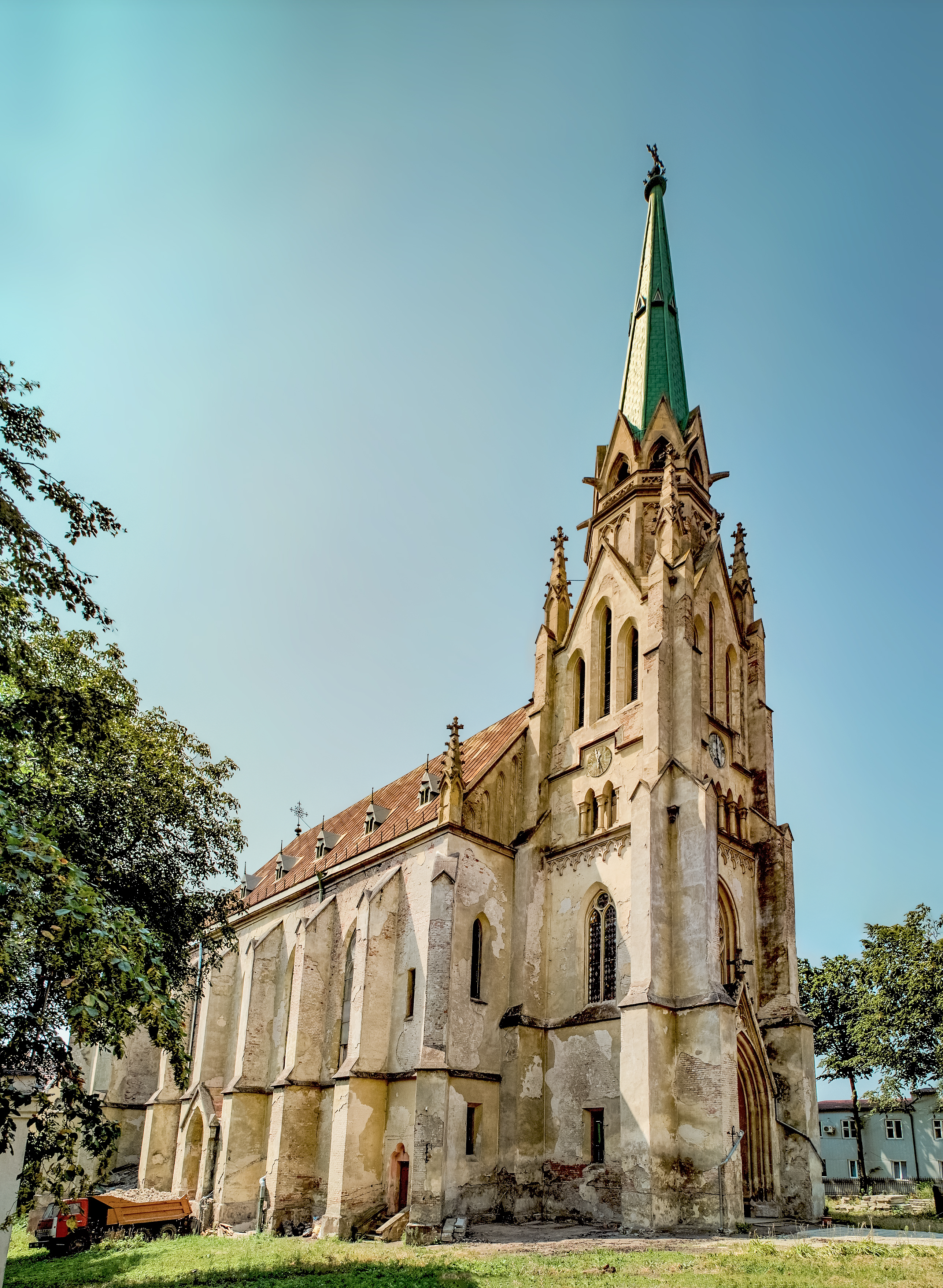
Catedrala iezuită

## Transport
Transport rutier
Cernăuți - Siret - Suceava

Prutul curge prin Cernăuți

Cernăuți - Storojineț - Crasna - Vicovu de Sus (conexiune cu Putna) - Marginea (conexiune cu Rădăuți) - Sucevița - Câmpulung Moldovenesc - Vatra Dornei
Cernăuți - Boian - Lipcani (conexiune cu Soroca, Bălți și Chișinău) - Rădăuți-Prut - Bivolari - Popricani - Iași
Transport aerian
Aeroportul Internațional Cernăuți

## Orașe înfrățite

Clădirea-navă (str. Golovna (principală) colț cu str. Șalom Aleihem)

Potrivit unei inscripții din oraș, Cernăuții erau pe vremuri măturați cu tufe de trandafiri, iar librării aveau mai multe decât brutării

Cernăuții sunt înfrățiți cu următoarele orașe:
| - Bălți, Republica Moldova (2013) - Düsseldorf, Germania (2022) - Iași, România (2012) - Cluj-Napoca, România (2024) - Klagenfurt, Austria (1992) - Konin, Polonia (1994) - Mannheim, Germania (2022) - İzmir, Turcia (2023) | - Metz, Franța (2022) - Nof HaGalil (Nazareth Illit), Israel (1997) - Timișoara, România (2010) - Wolfsberg, Austria (2007) - Saskatoon, Canada (1991) - Salt Lake City, Statele Unite (1989) - Suceava, România (2003) - Bălți, Chișinău (2014) - Rueil-Malmaison, Franța (2024) |

Consulate
- Consulatul General al României
- Consulatul Onorific al Republicii Austria
- Consulatul Onorific al Republicii Federale Germane

## Personalități

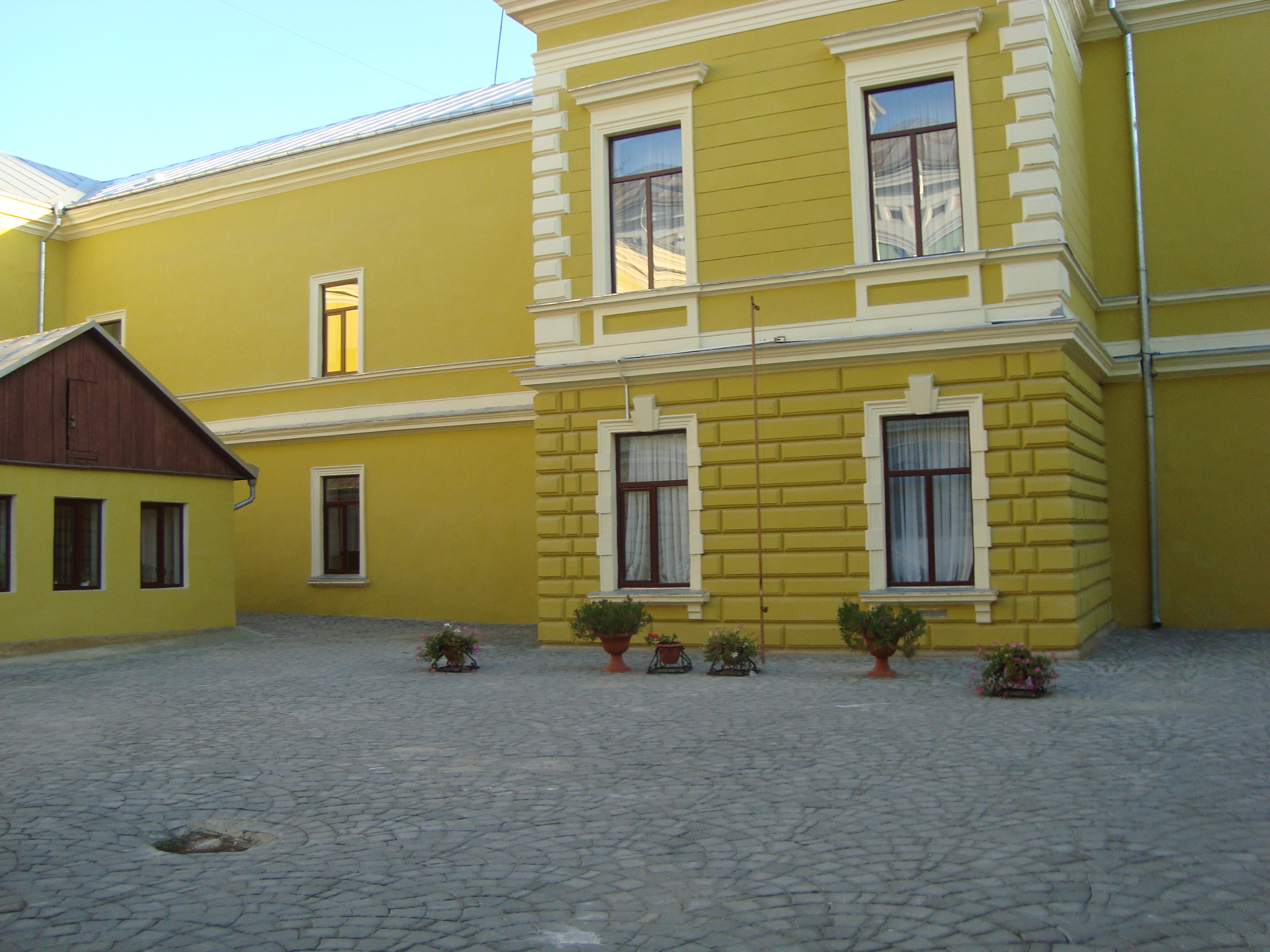
Clădirea Ober-Gymnasium, unde Mihai Eminescu a studiat în perioada 1860-63. Tot aici a predat Aron Pumnul. În prezent, Școala generală nr. 1. Se găsește pe str. M. Eminescu, colț cu str. I. Franko.

Printre cele mai importante personalități care s-au născut sau care au trăit în Cernăuți se numără:
- Leon Birnbaum (1918-2010) - matematician român-evreu;
- Paul Celan (1920-1970) - român-evreu, unul din cei mai mari scriitori moderniști de limbă germană
- Jan Mikulicz-Radecki (1850-1905) - chirurg și profesor universitar polono-german
- Wilhelm Steckl (1868-1940) - medic și psiholog, unul din cei mai apropiați studenți ai lui Sigmund Freud
- Constantin Tomașciuc (1840-1889) - doctor și profesor în drept, deputat în Dieta Bucovinei
- Frederic Zelnik (1885-1950) - regizor și actor ucrainean de origine evreiască
- Andrei Oișteanu (n.1948-) - antropolog, etnolog, istoric al religiilor și al mentalităților
- Arseni Iațeniuk (1974-  ) - avocat, prim-ministru al Ucrainei
- Gregor von Rezzori (1914-1998) - scriitor și actor cu origini italiene
- Mihail Bulgakov (1891-1940) - dramaturg și romancier ucrainean de limbă rusă, a lucrat ca medic voluntar la Cernăuți în anul 1916 [22]
- Aron Pumnul (1818-1866) - lingvist și filolog român
- Vladimir Ivasiuc (1949-1979)  - poet ucrainean
- Elena Leușteanu (1935-2008) - gimnastă română
- Rose Ausländer (1901-1988) - scriitoare evreică de limbă engleză și germană
- Ludwig Rottenberg (1865-1932) - compozitor austriac
- Ninon Hesse (1895-1966) - istoric al artei, soția scriitorului german Hermann Hesse, laureat al Premiului Nobel (1946)
- Maria Forescu (Maria Füllermann) (1875-1943) - cântăreață, actriță evreică-austriacă-germană;
- Mila Kunis (n. 1983) - actriță evreică americană de filme;
- Carol Miculi (1821-1892) - pianist și compozitor român, având și origini poloneze, ucrainene și armene, asistentul lui Frédéric Chopin
- Vojtěch Hřímalý (1842-1908) - compozitor ceh
- Zamfir Ralli-Arbore (1848-1933) - scriitor, jurnalist român;
- Joseph Schmidt (1904-1942) - tenor, actor și cantor român-evreu, de faimă internațională.

## Galerie de imagini

### Imagini vechi

Cernăuți (înc. sec. XX)
Cernăuți (înc. sec. XX)
Cernăuți (înc. sec. XX)
Cernăuți (înc. sec. XX)
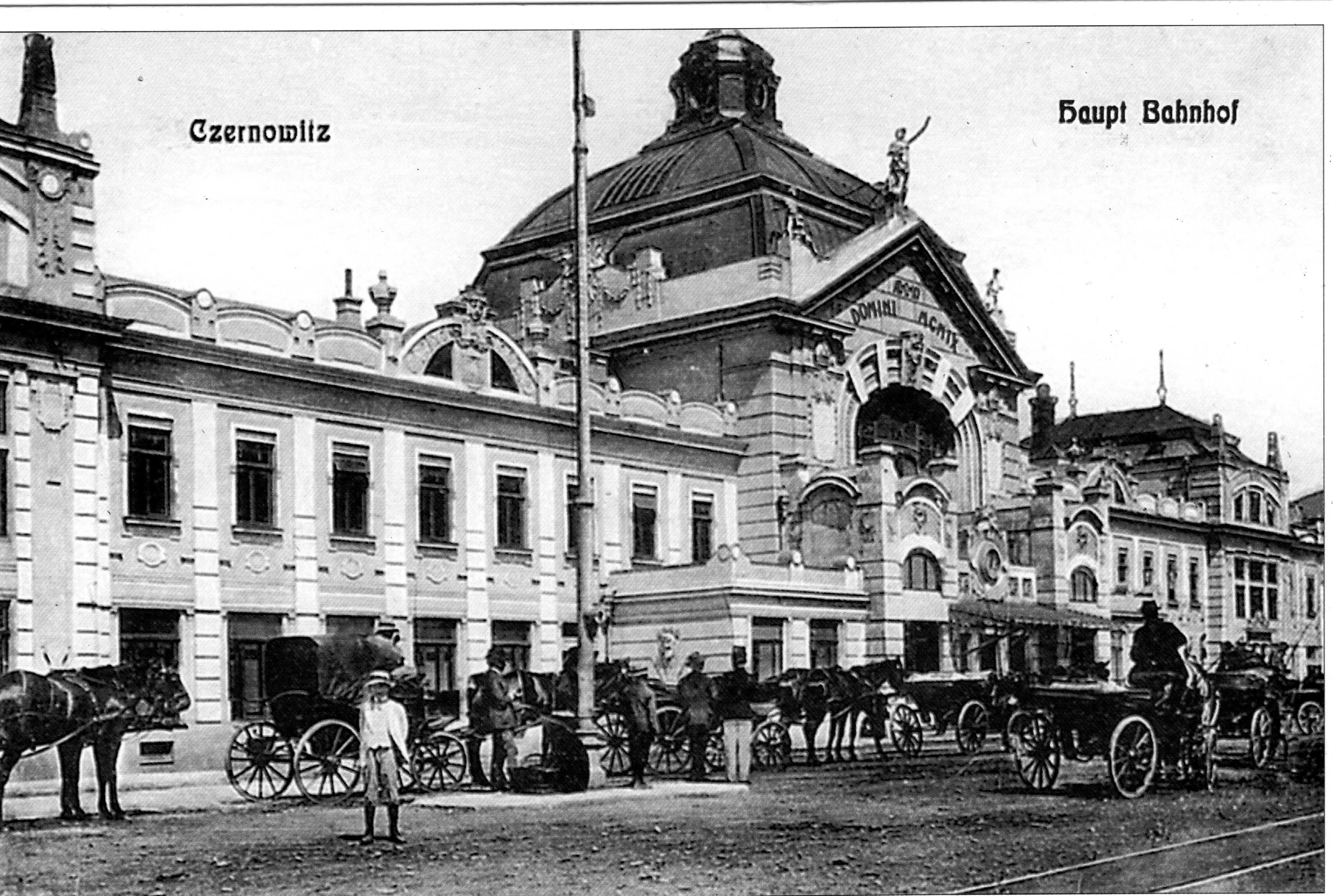
Cernăuți, gara centrală la 1900
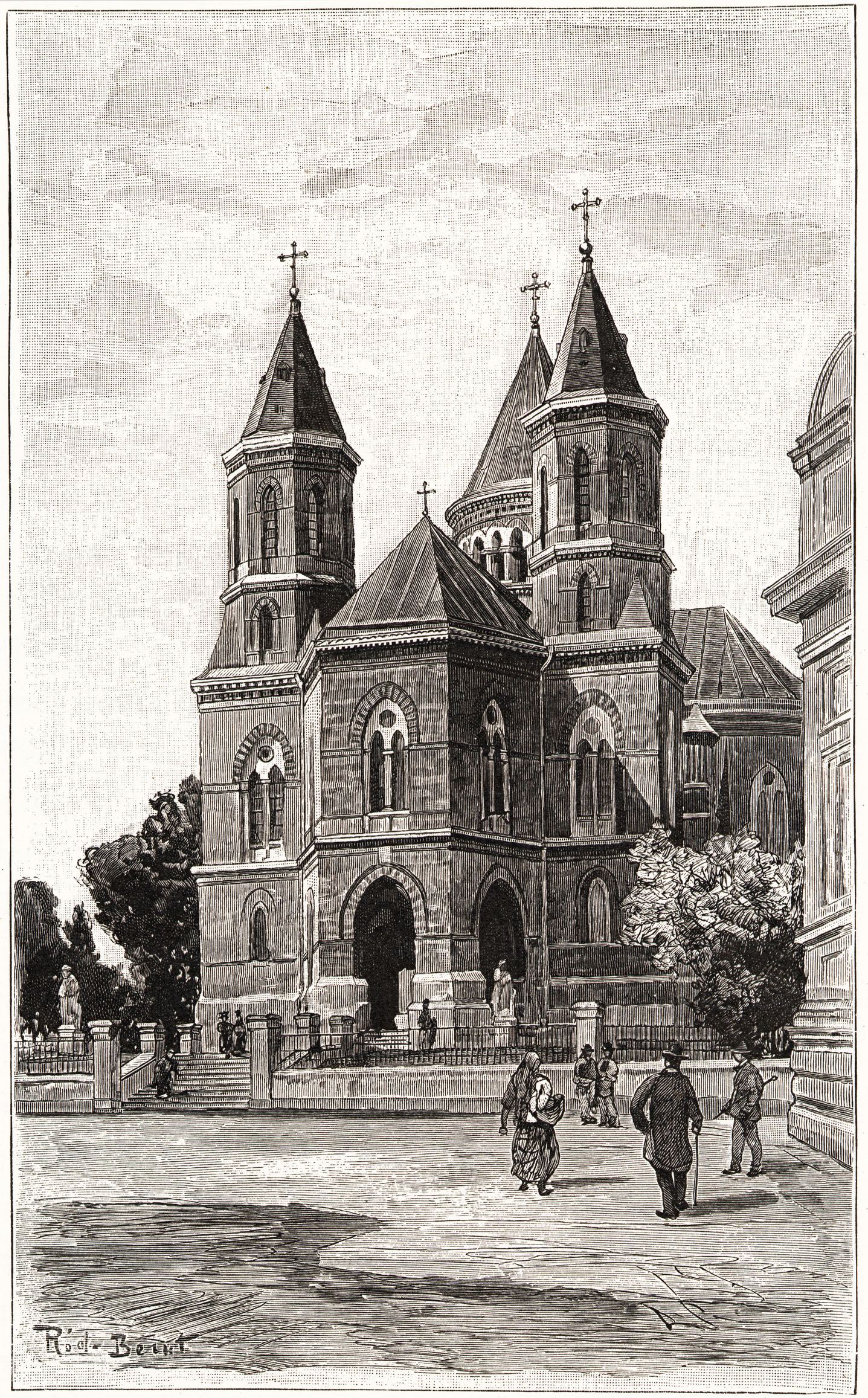
Biserica armenească din Cernăuți
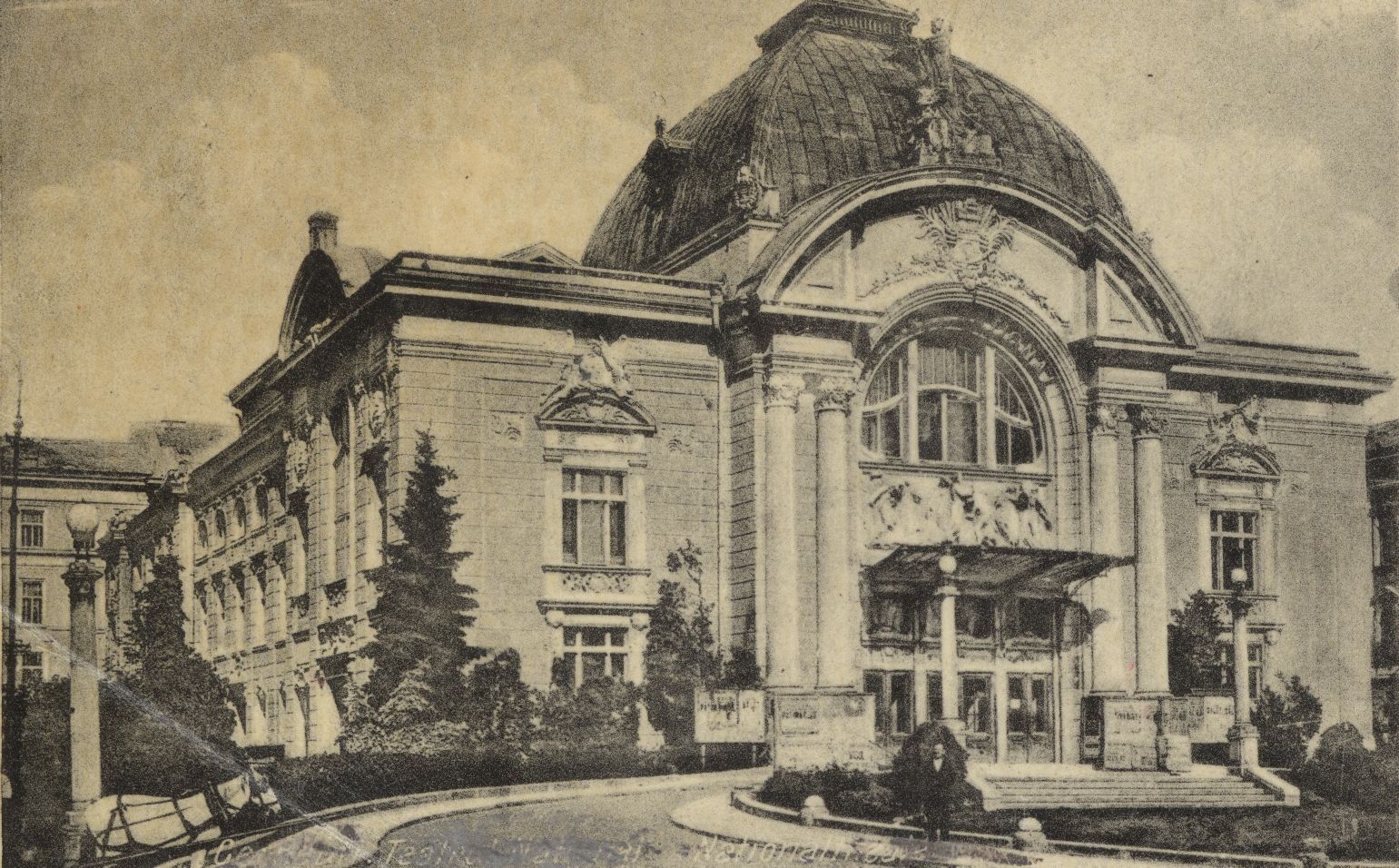
Teatrul Național din Cernăuți
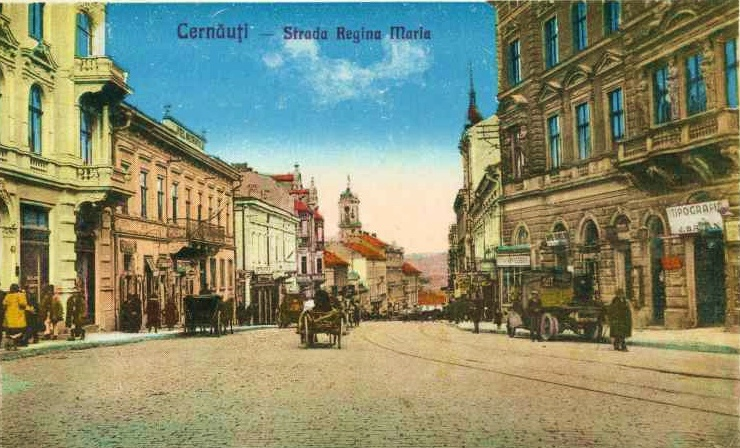
Cernăuți, Strada Regina Maria în timpul interbelic

### Imagini actuale

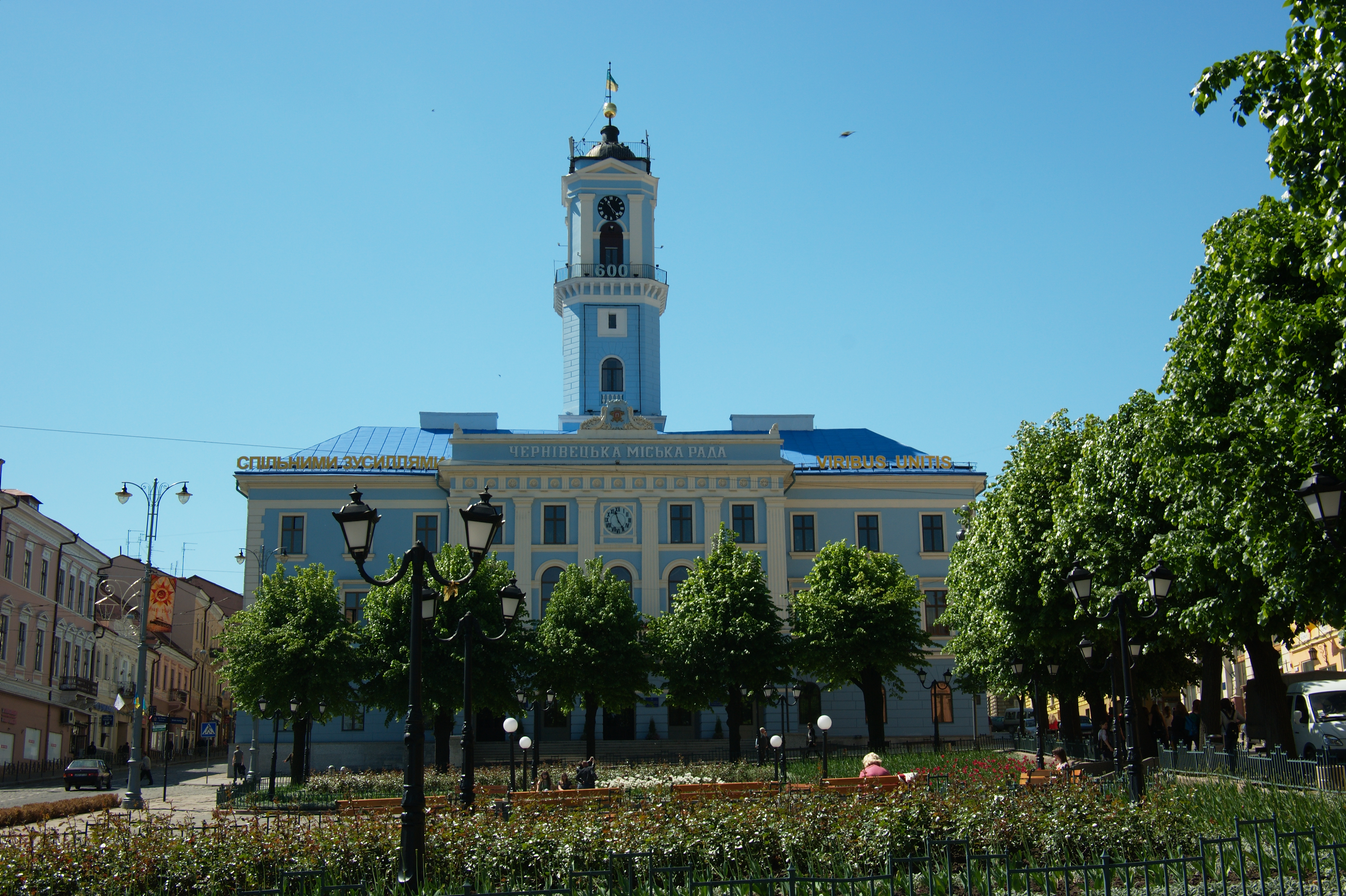
Primăria din Cernăuți
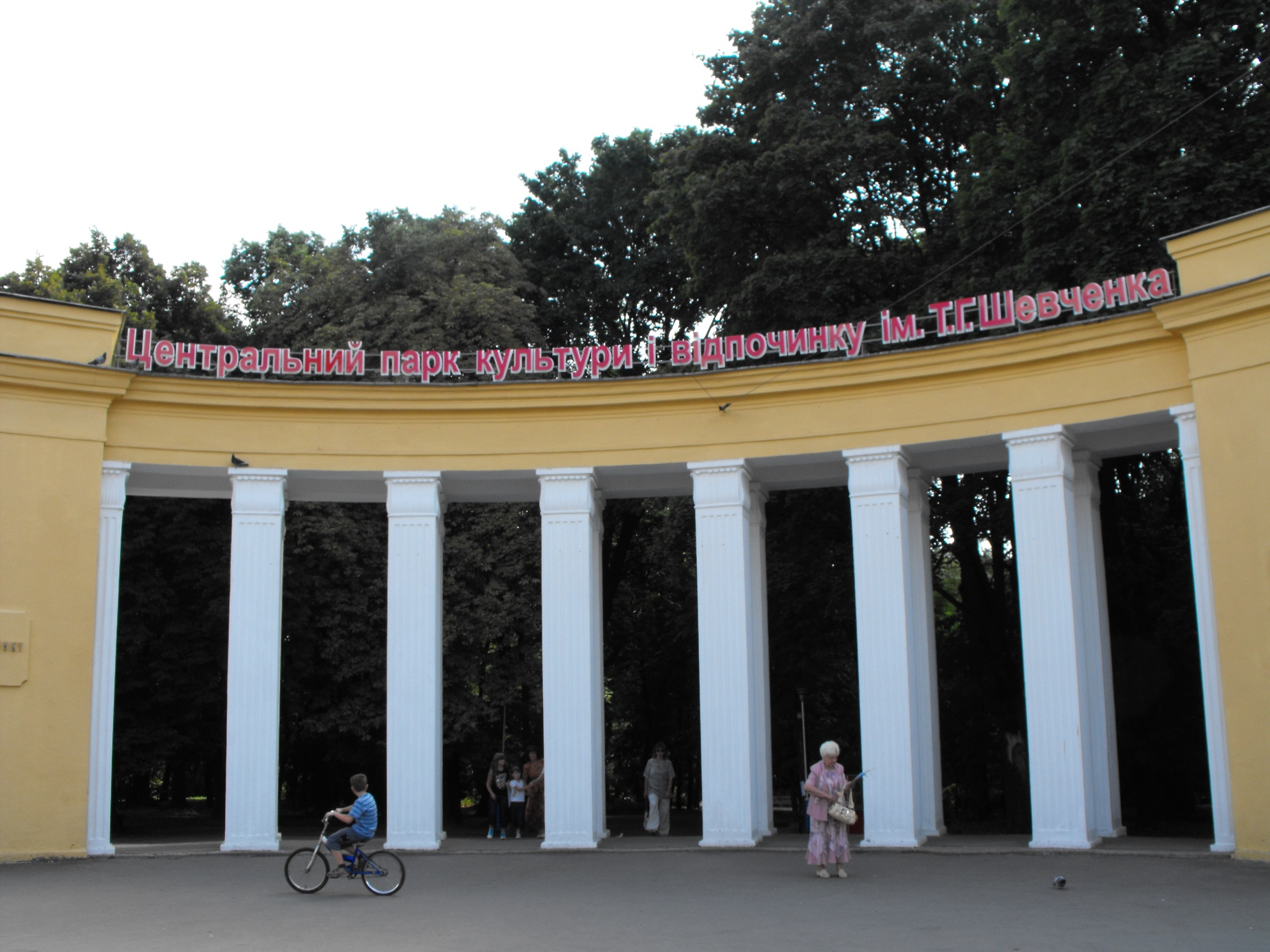
Cernăuți - intrarea în Parcul Central
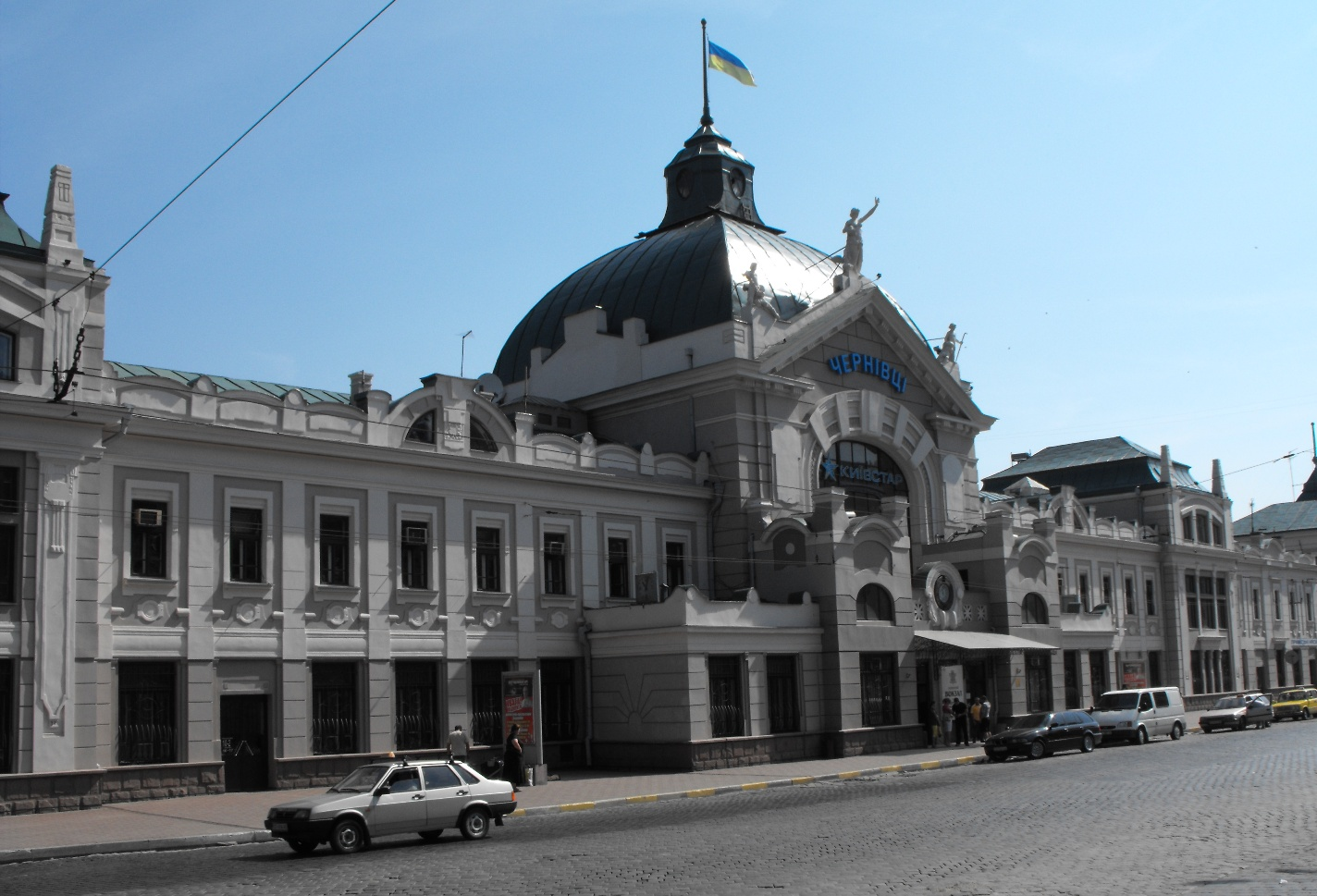
Gara din Cernăuți
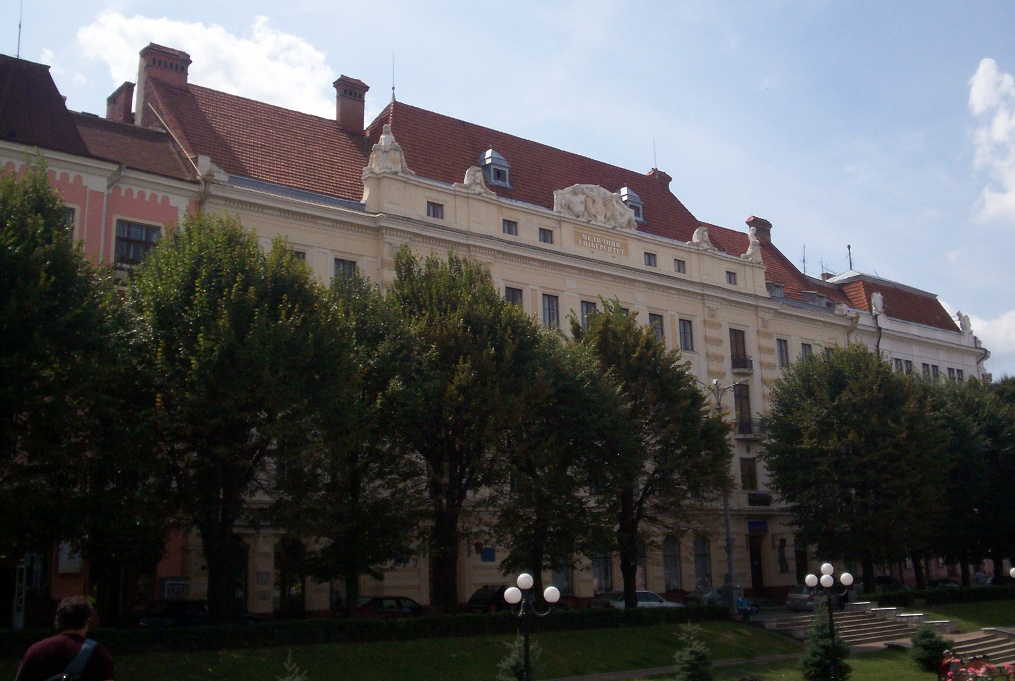
Universitatea de medicină din Cernăuți
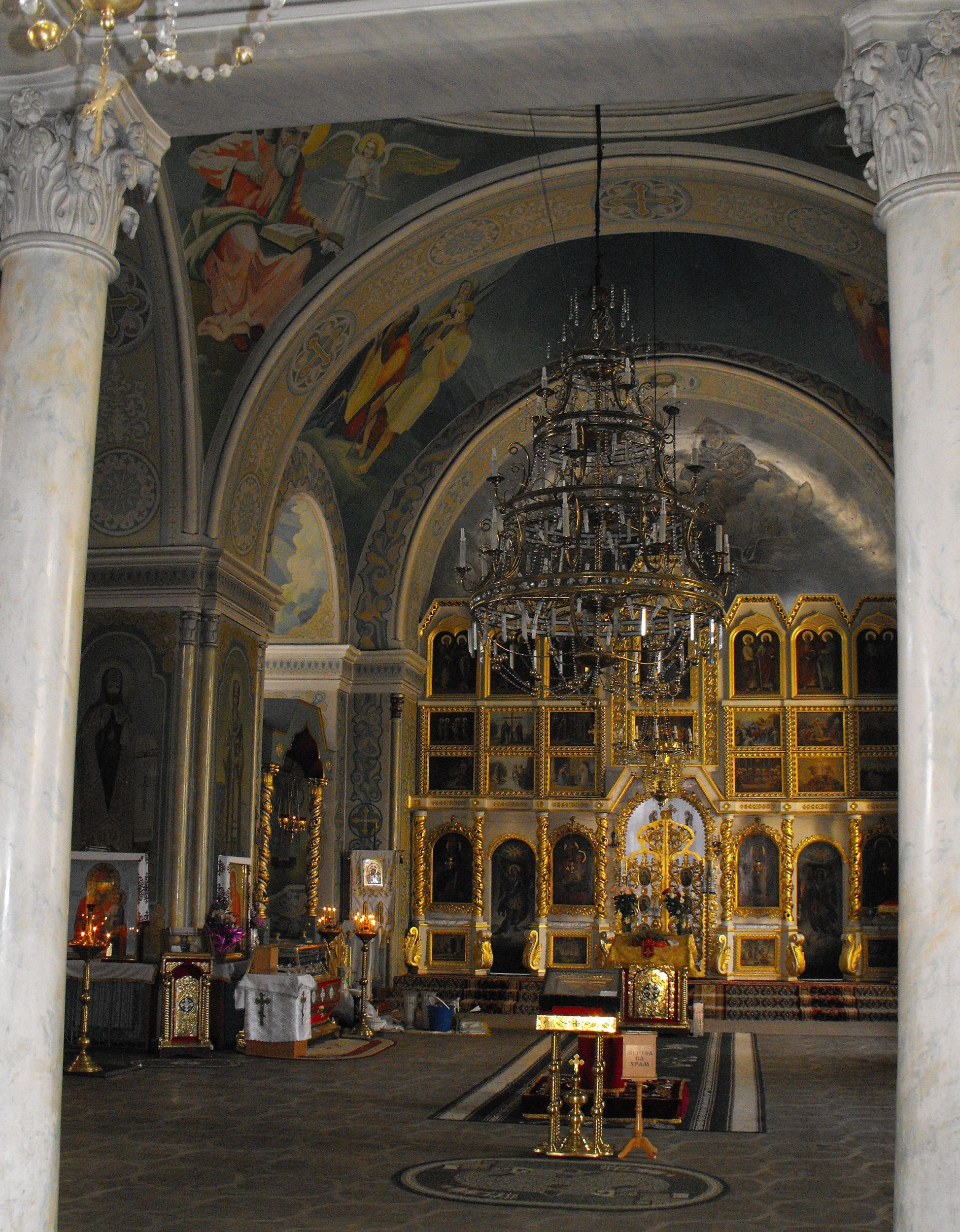
Interior de biserică din Cernăuți
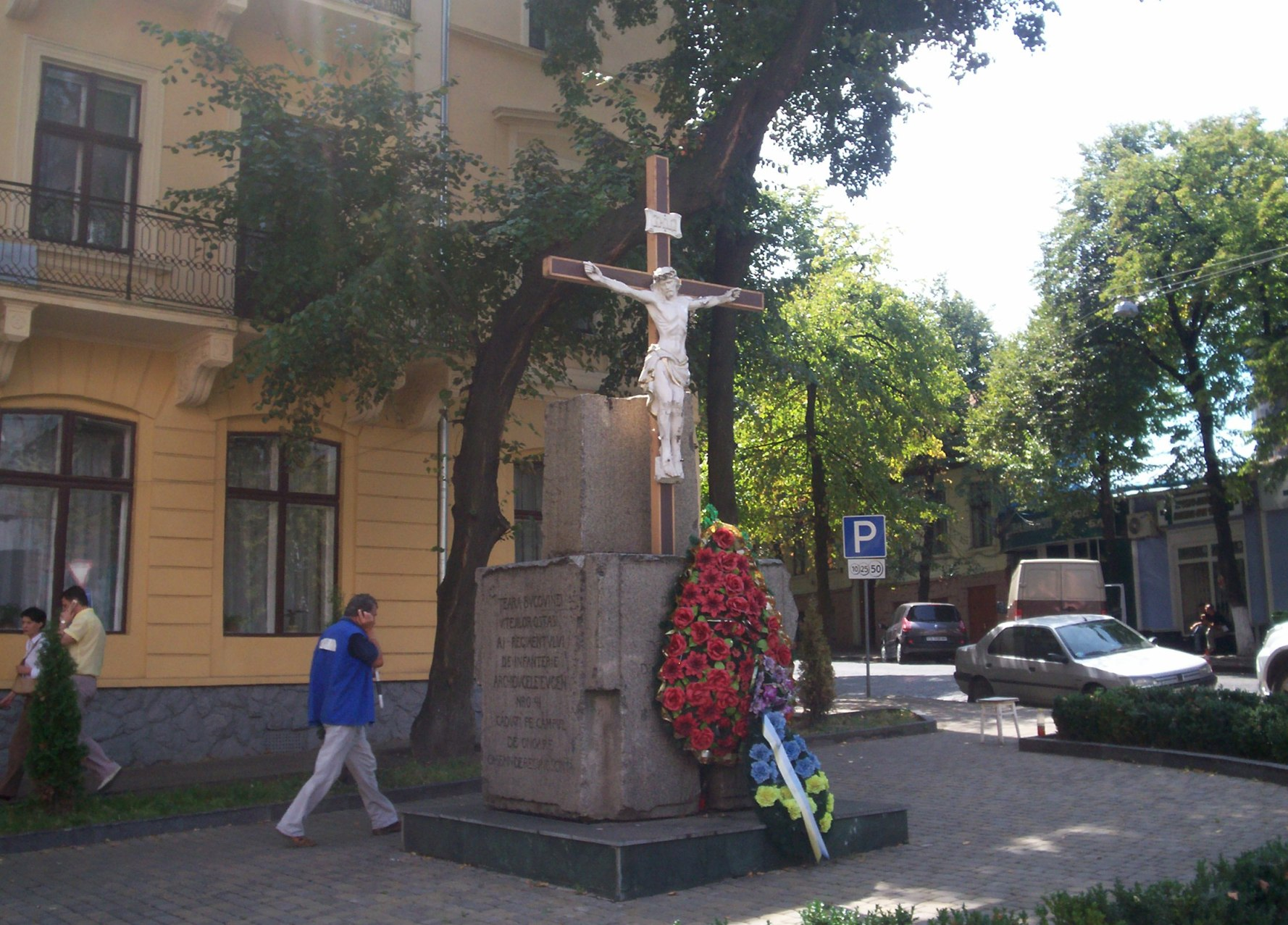
Monumentul din Cernăuți dedicat eroilor români
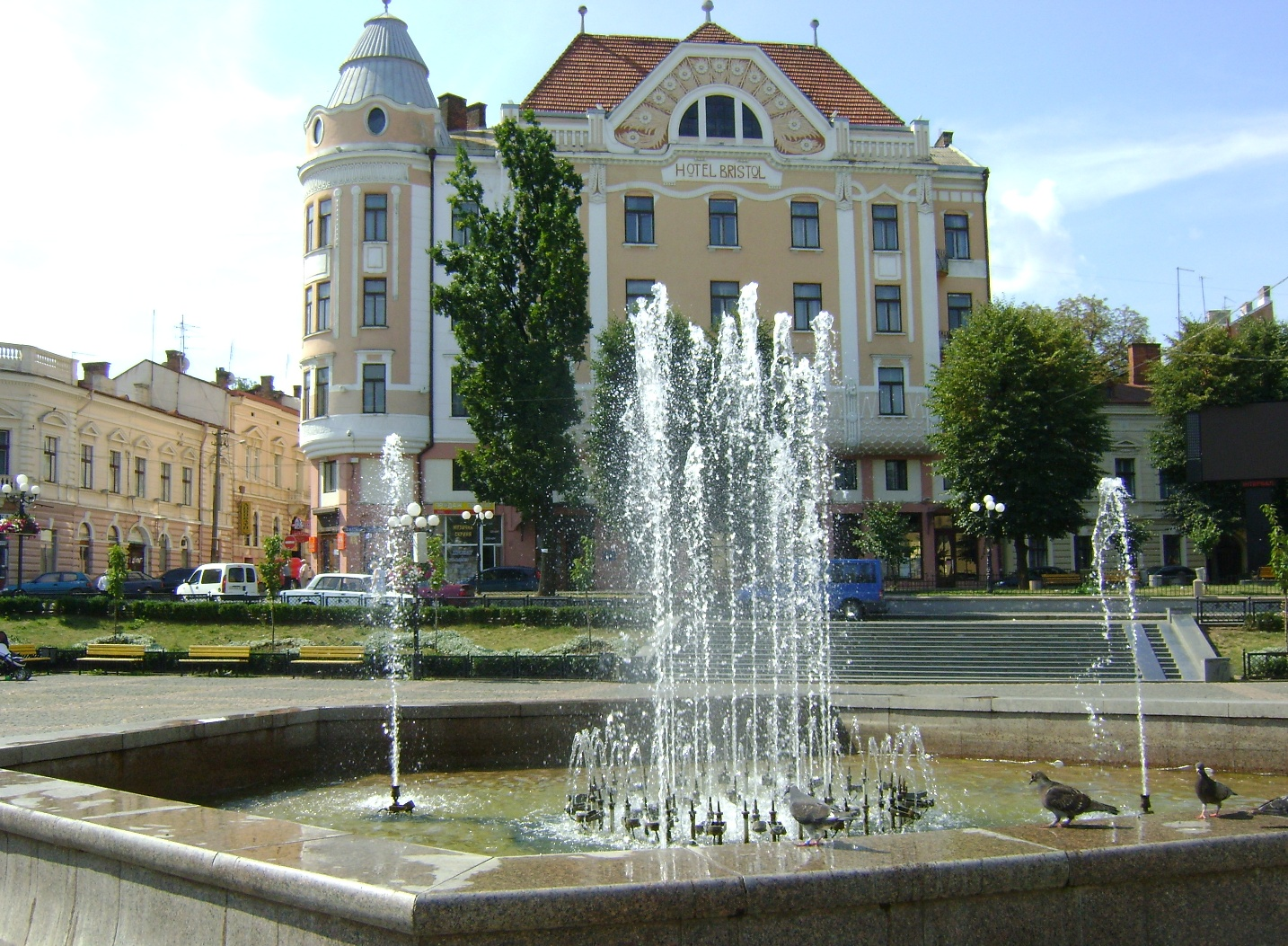
Cernăuți - Hotel Bristol
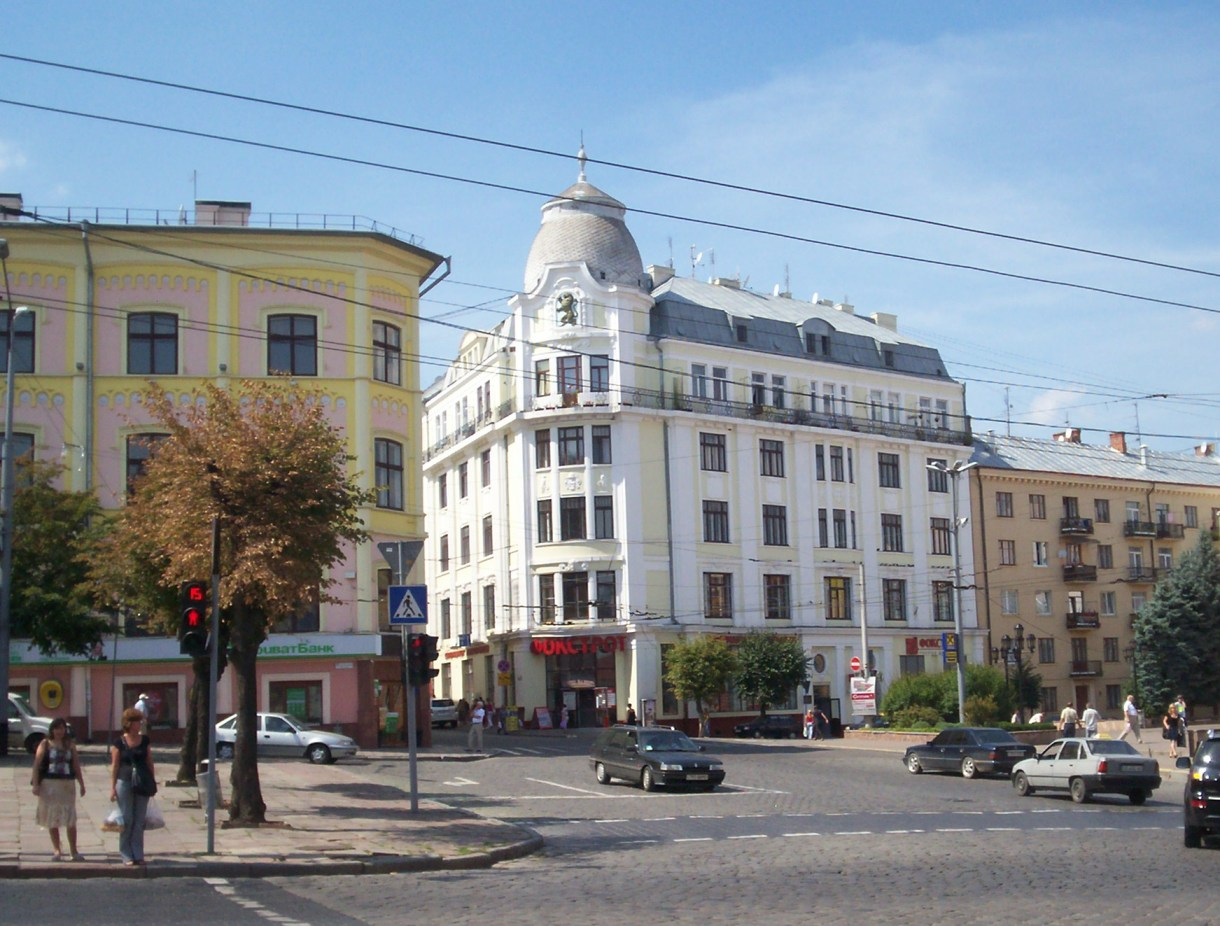
Imagini de pe străzile Cernăuților
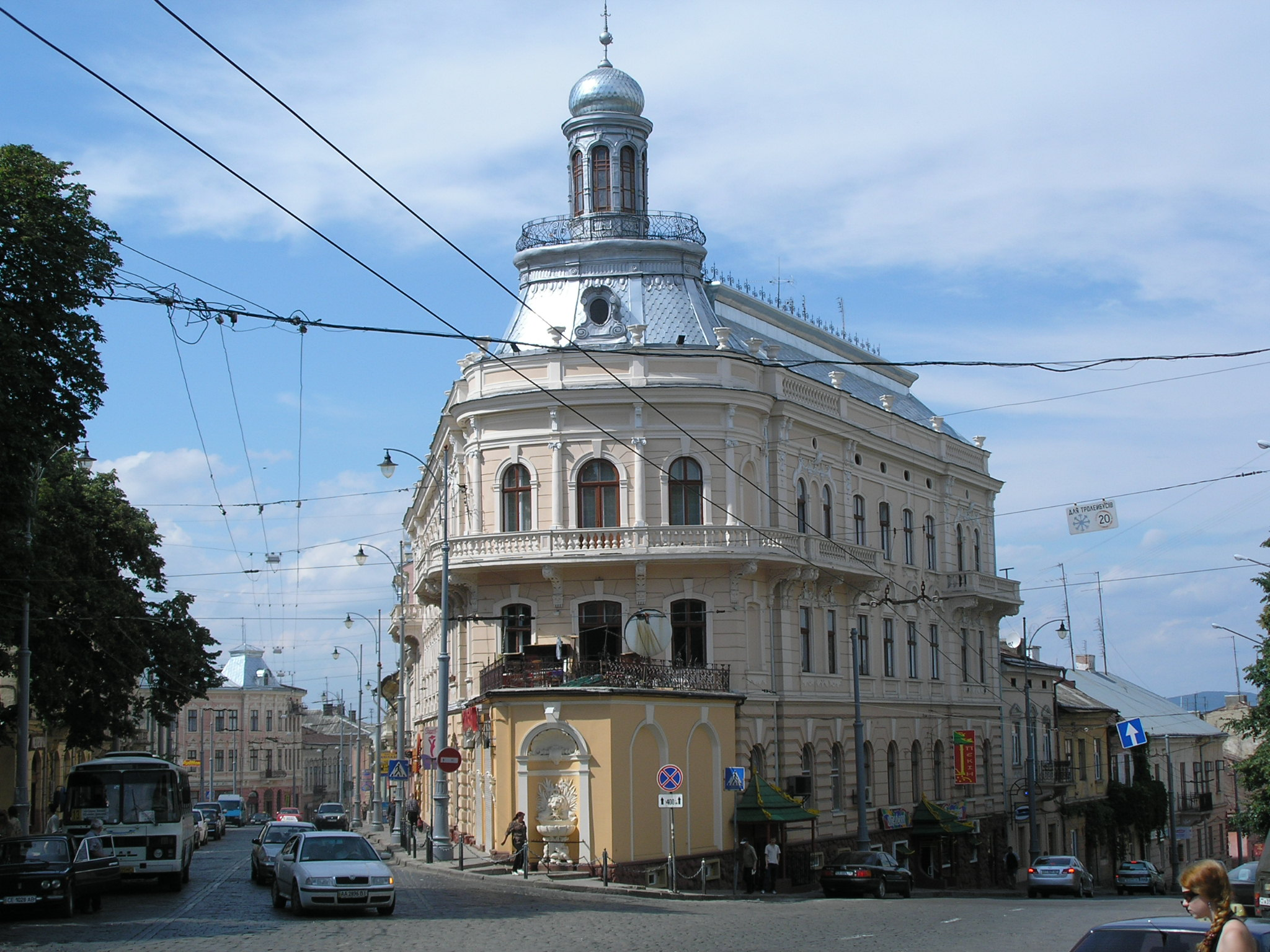
Imagini de pe străzile Cernăuților
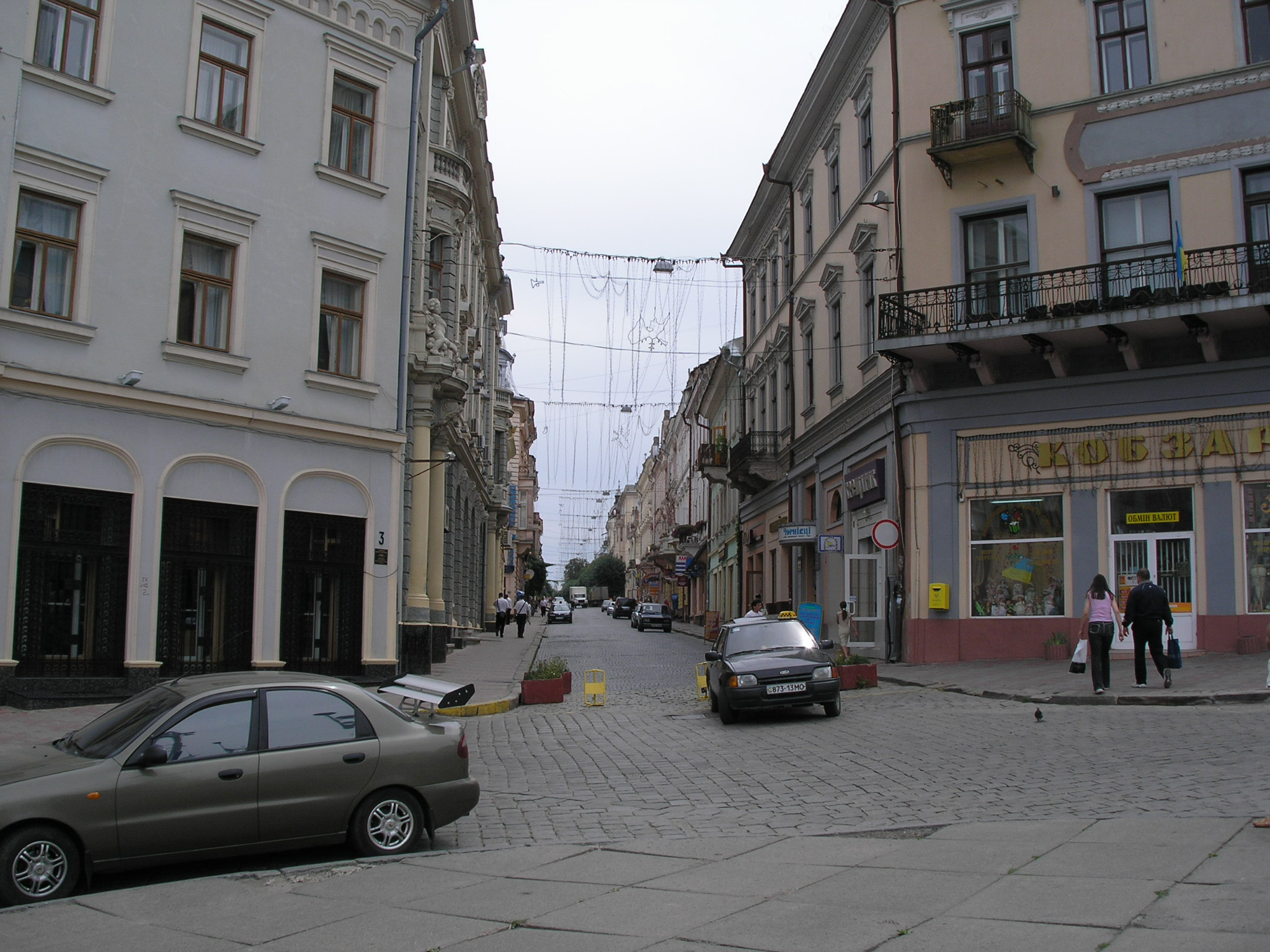
Imagini de pe străzile Cernăuților
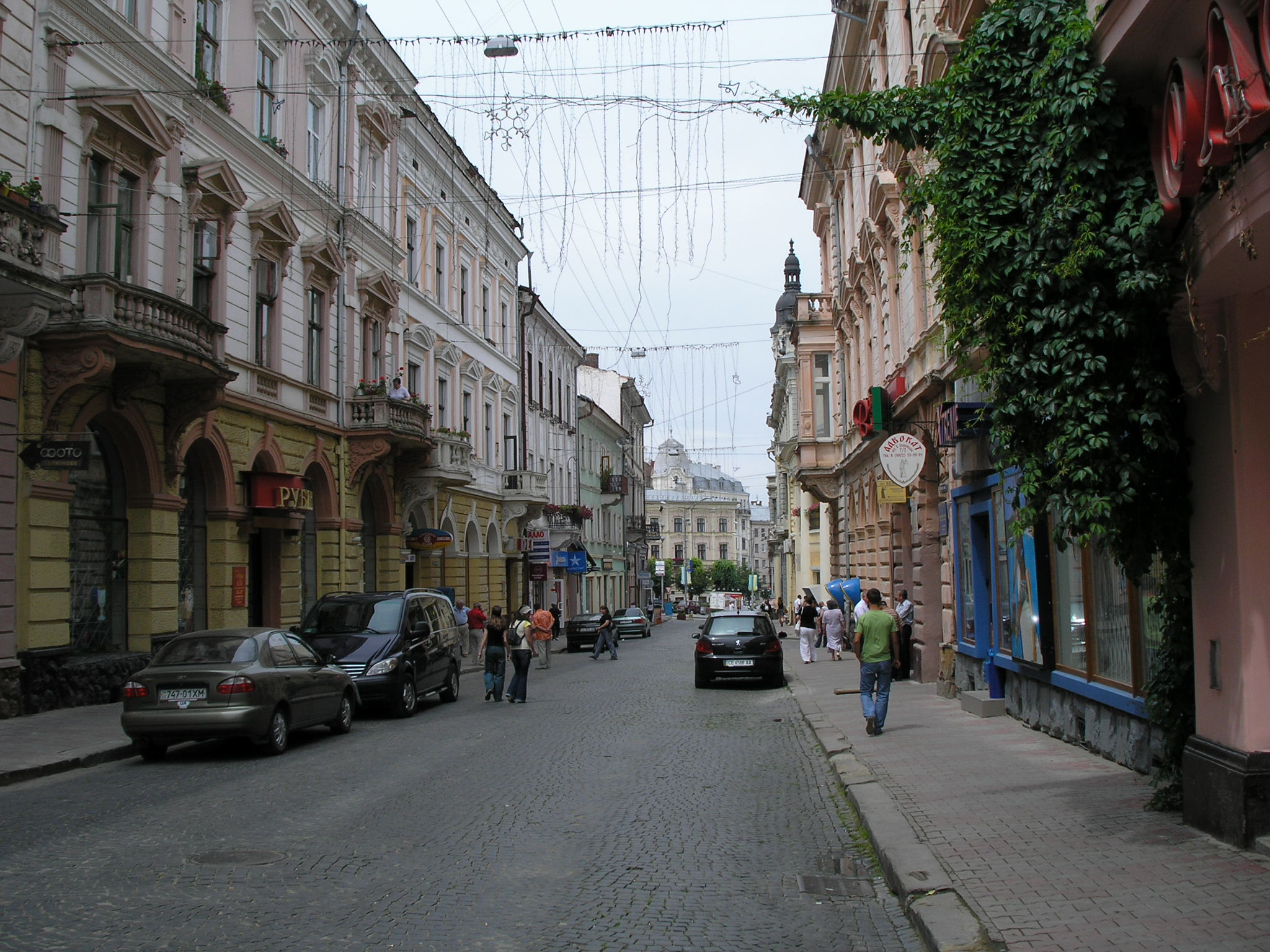
Imagini de pe străzile Cernăuților
Strada Alexandru cel Bun
Placa de pe frontispiciul școlii medii nr. 29[23]
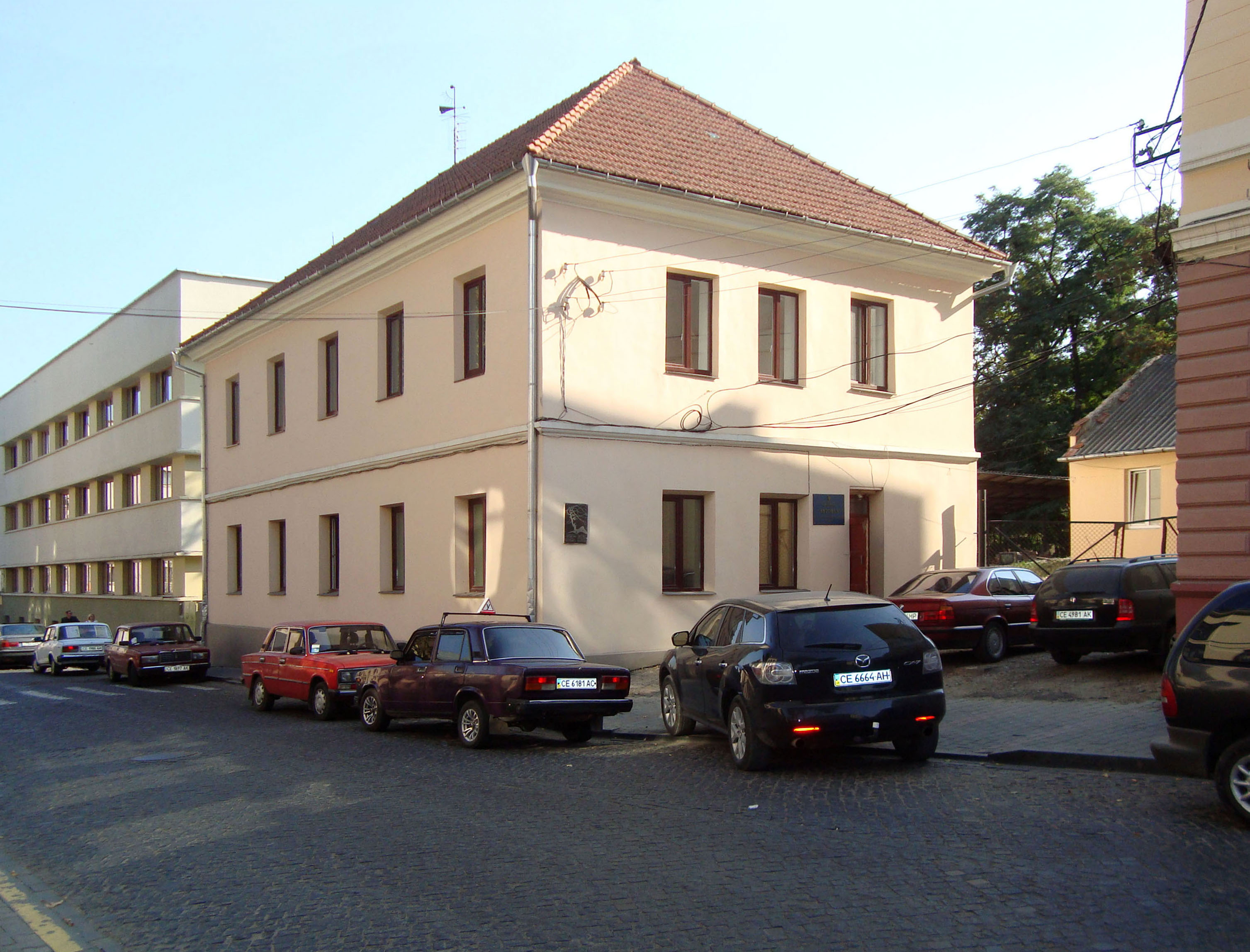
Clădirea National-Hauptschule, unde Mihai Eminescu a studiat în perioada 1858-60.
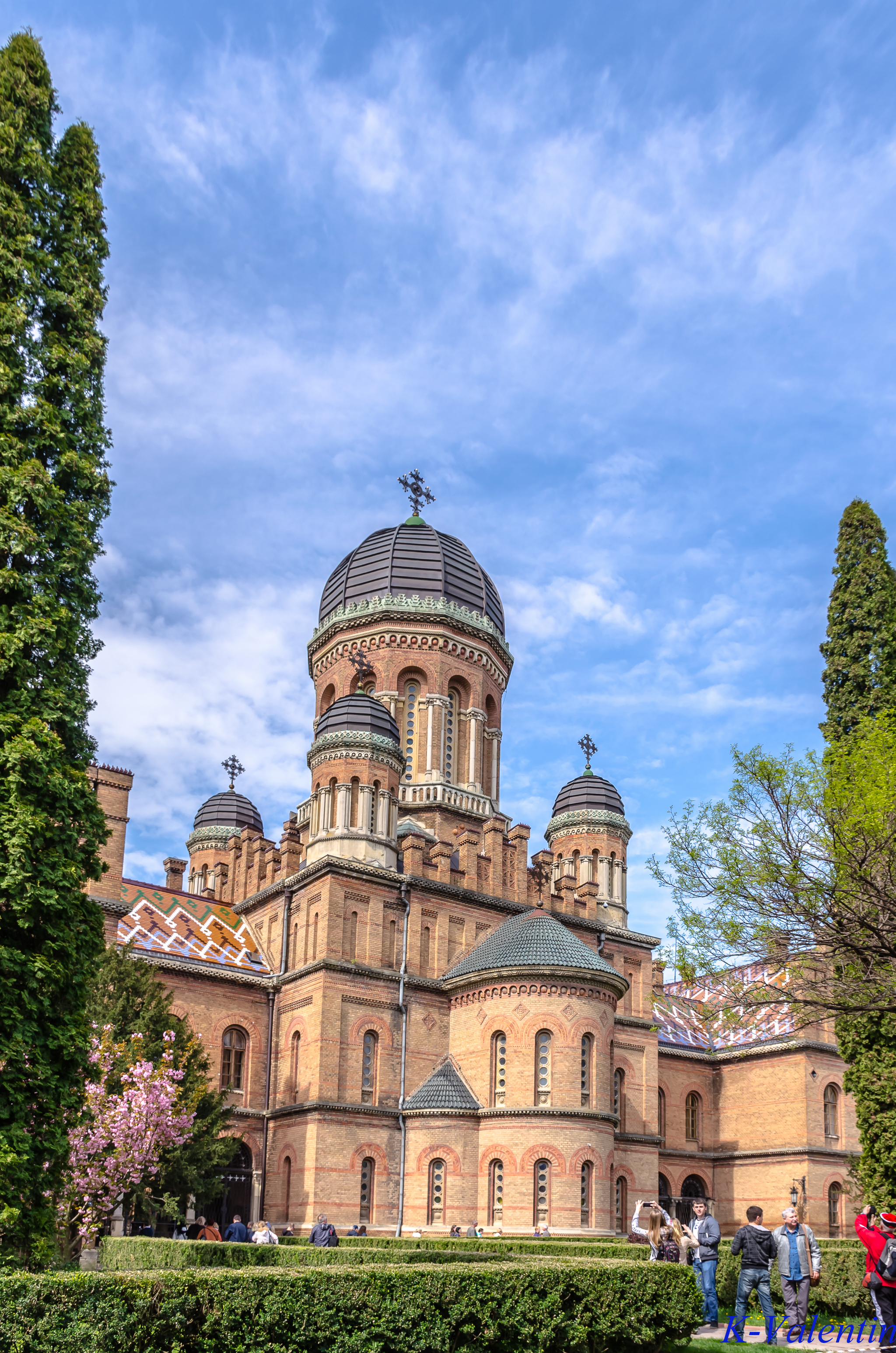
Biserica Sfinții Trei Ierarhi din Cernăuți, parte a Reședinței Mitropoliților Bucovinei
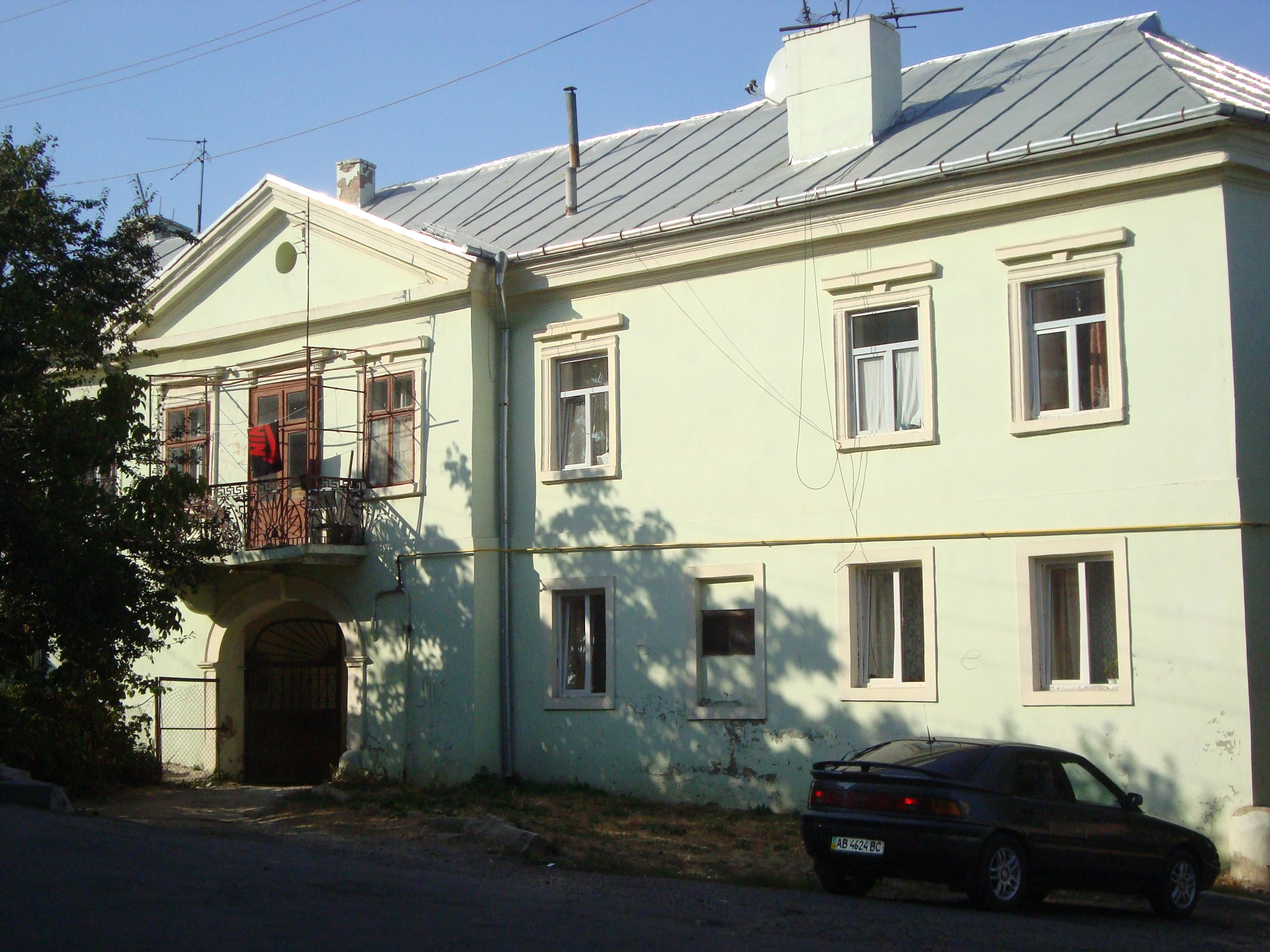
Palatul Hurmuzachi-Logotheti, în care a locuit istoricul și omul politic Eudoxiu Hurmuzachi
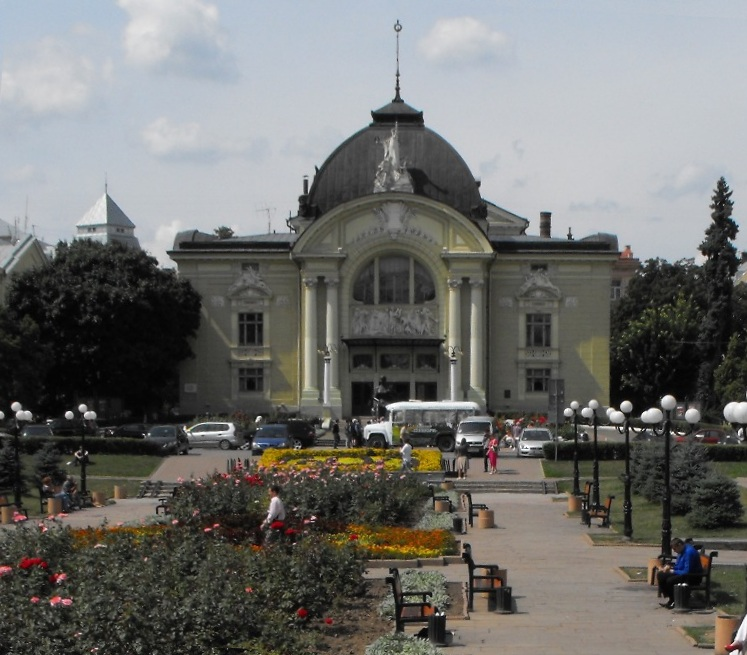
Teatrul O. Kobyleanskaya (fostul Teatru Național).
Mănăstirea Intrarea în Biserică a Maicii Domnului din Cernăuți
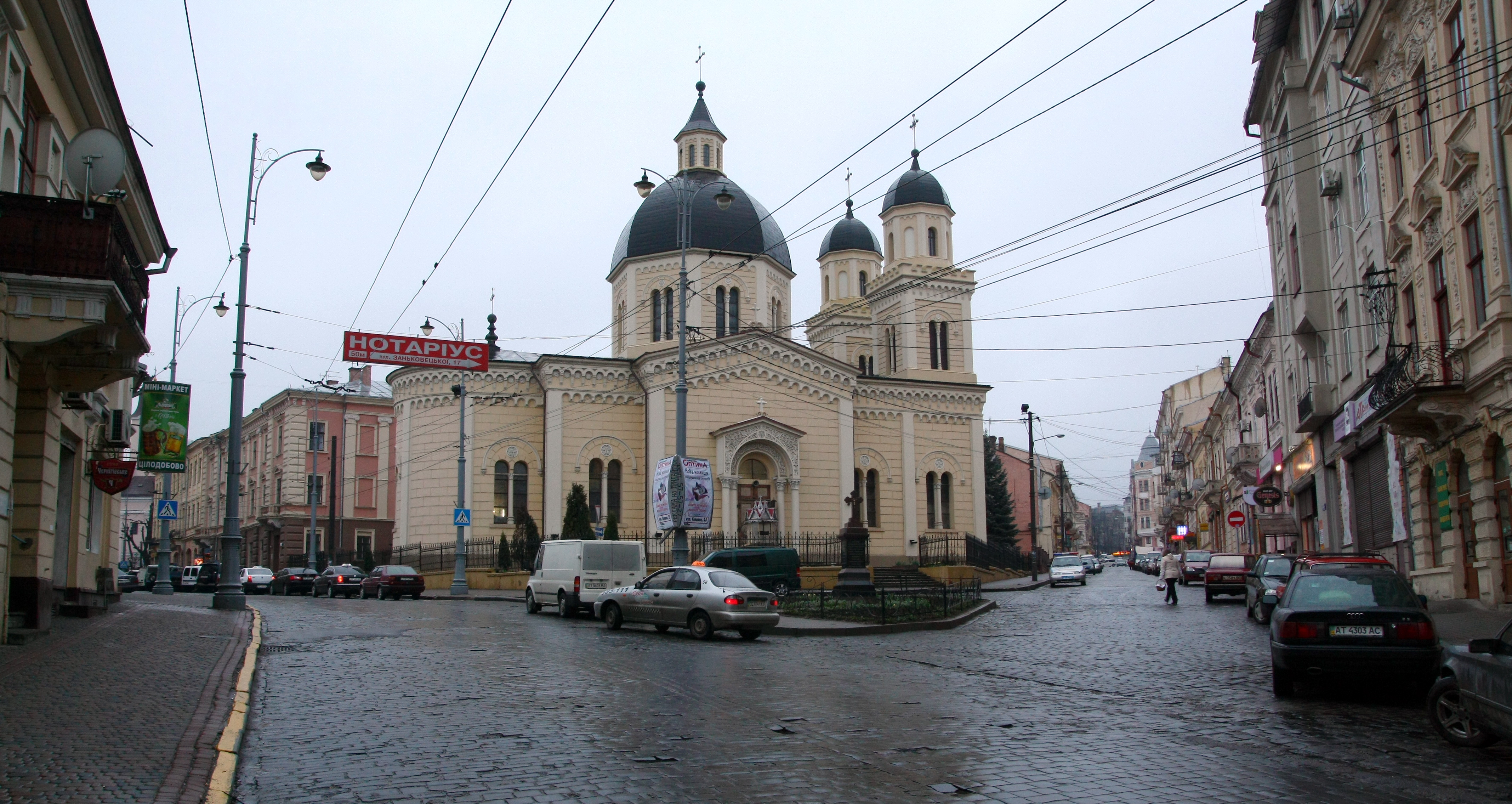
Catedrala ortodoxă Sfânta Parascheva din Cernăuți
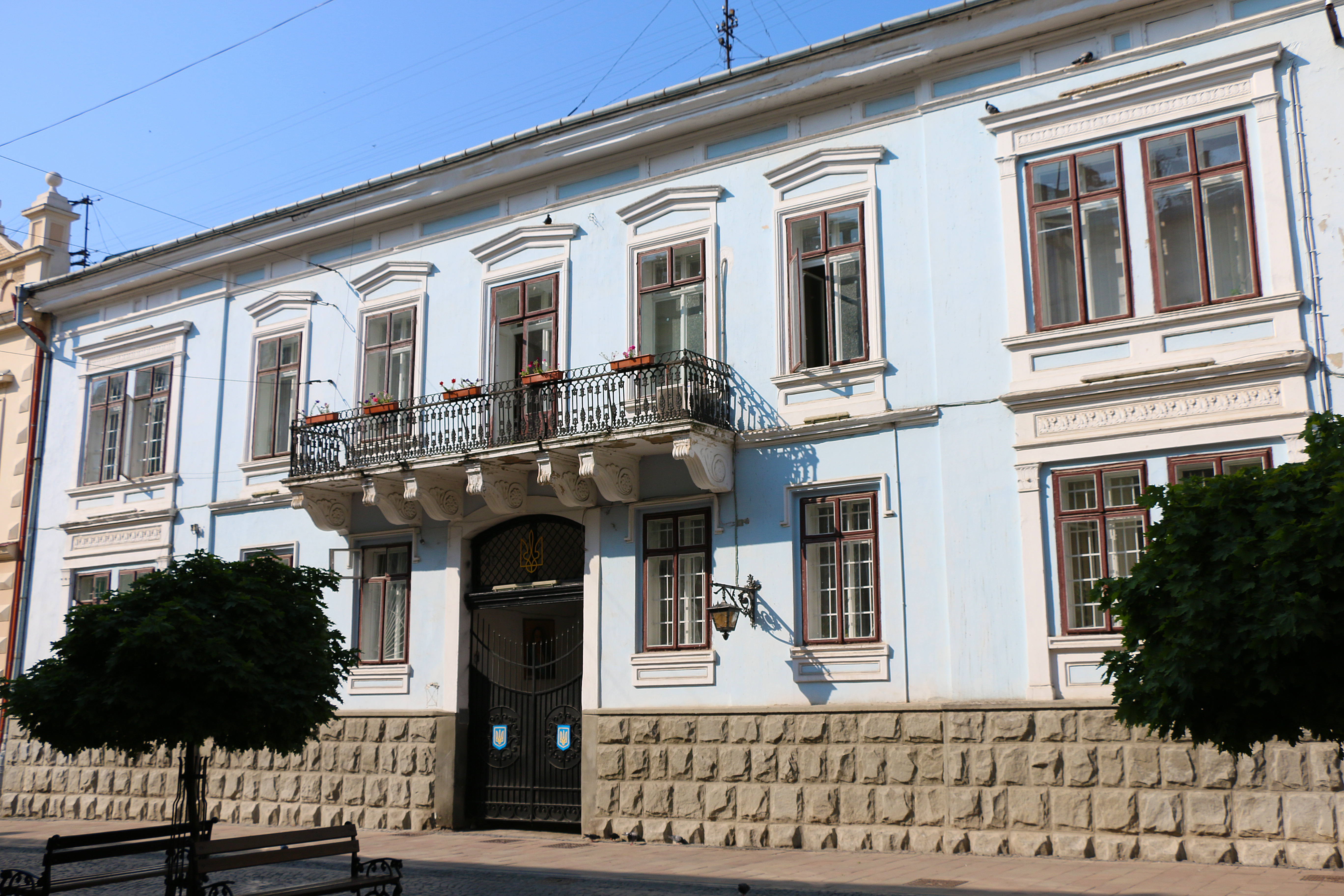
Palatul Wassilko de Serecki

### Arhitectura românească în Cernăuți
În perioadele 1918–1940 și 1941–1944, când Cernăuții au făcut parte din România, în oraș au fost construite clădiri noi, în stil Art Deco, iar, de pe la mijlocul anilor 1920, în stil neoromânesc.

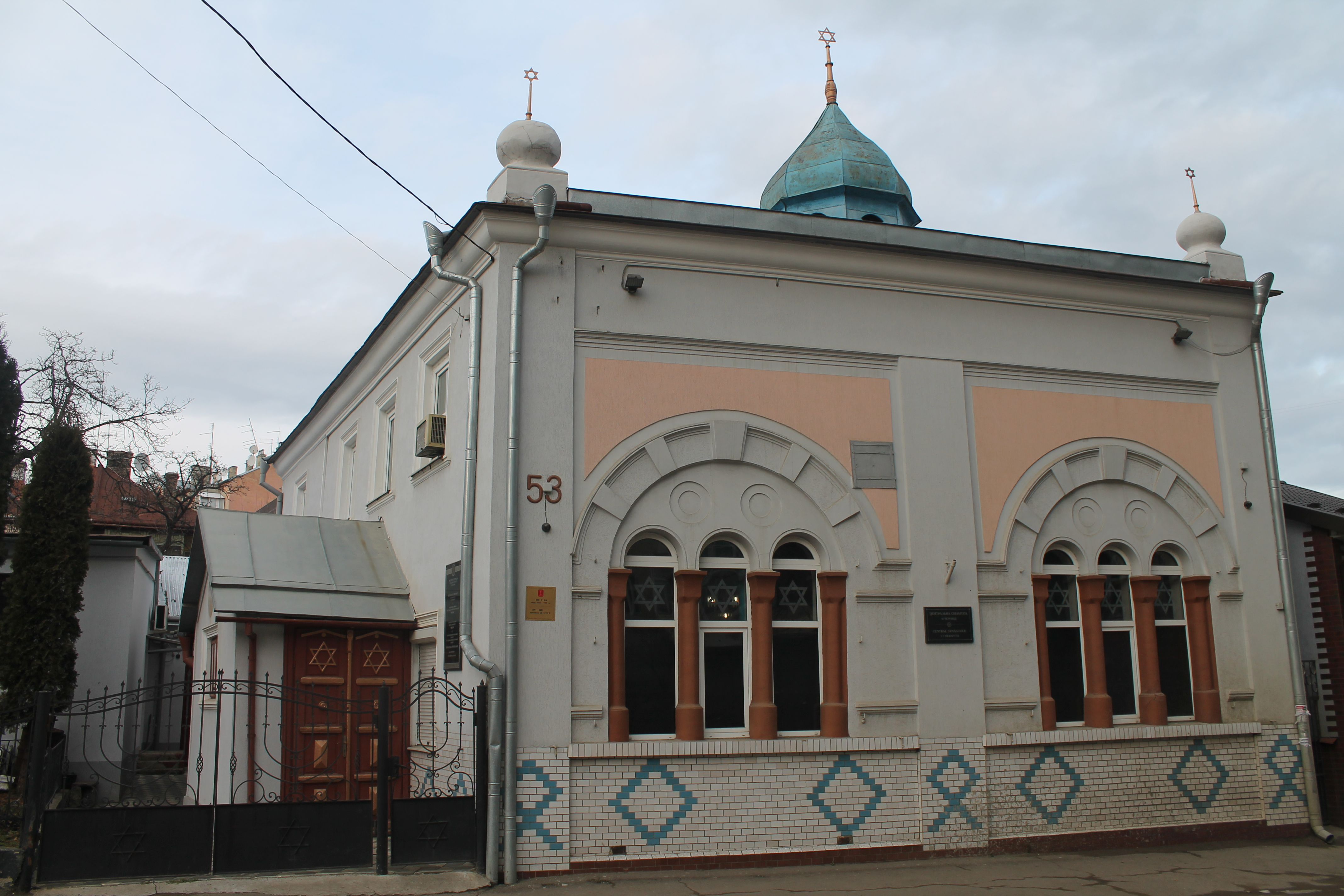
Sinagoga de pe strada L. Kobylytsy, 1923
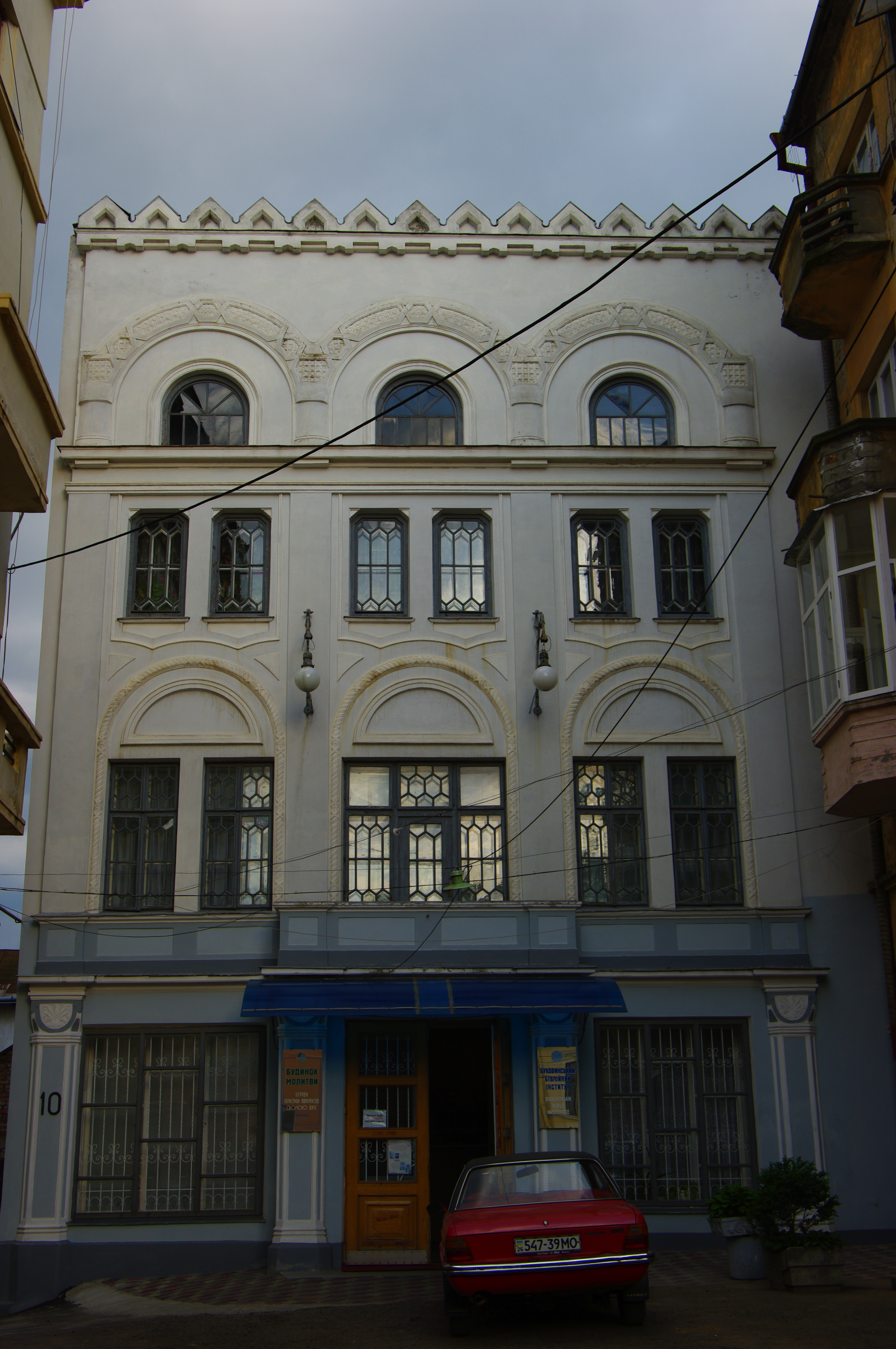
Sinagoga evreiască
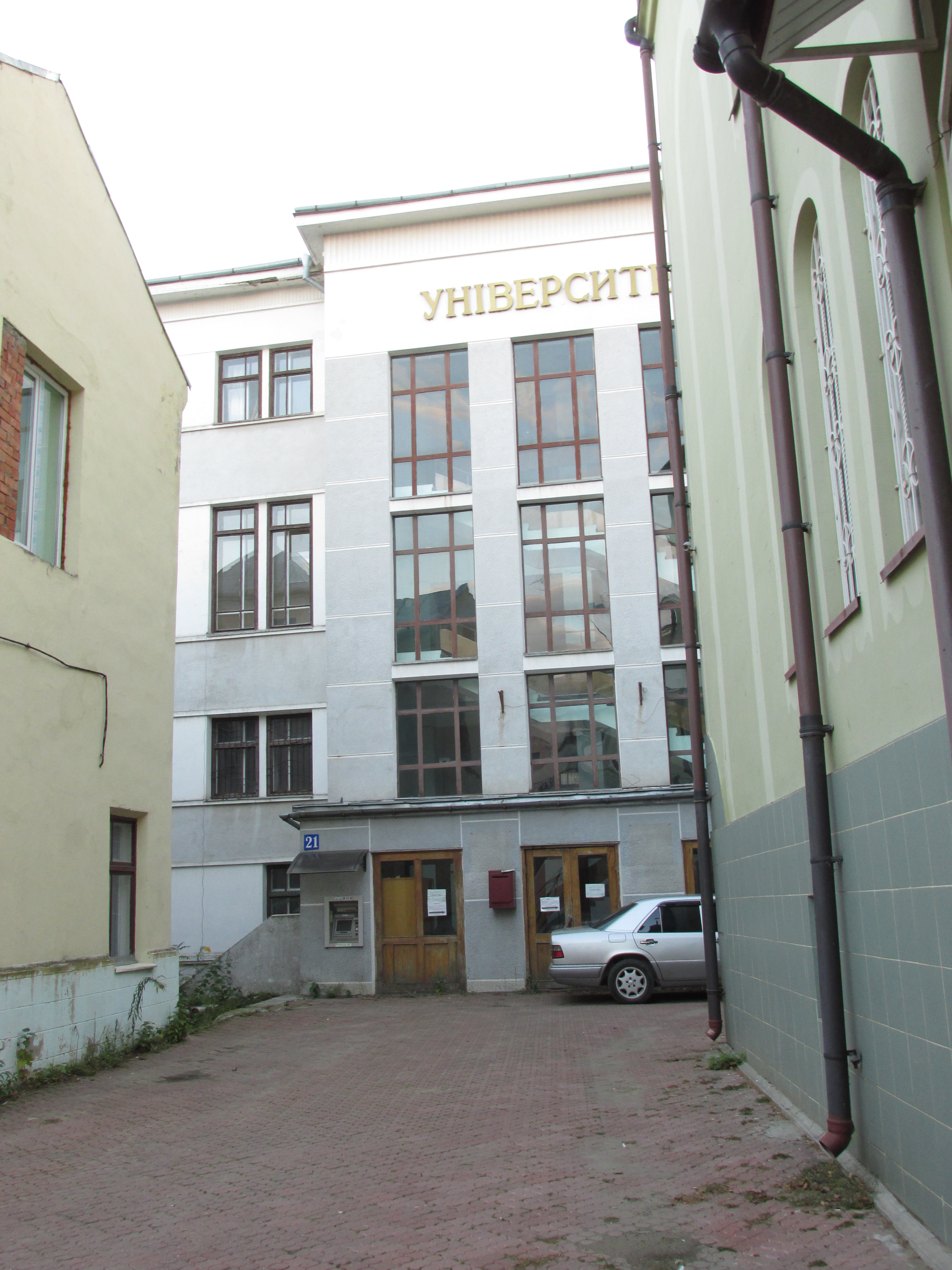
Casa Dr. Heim, 1925
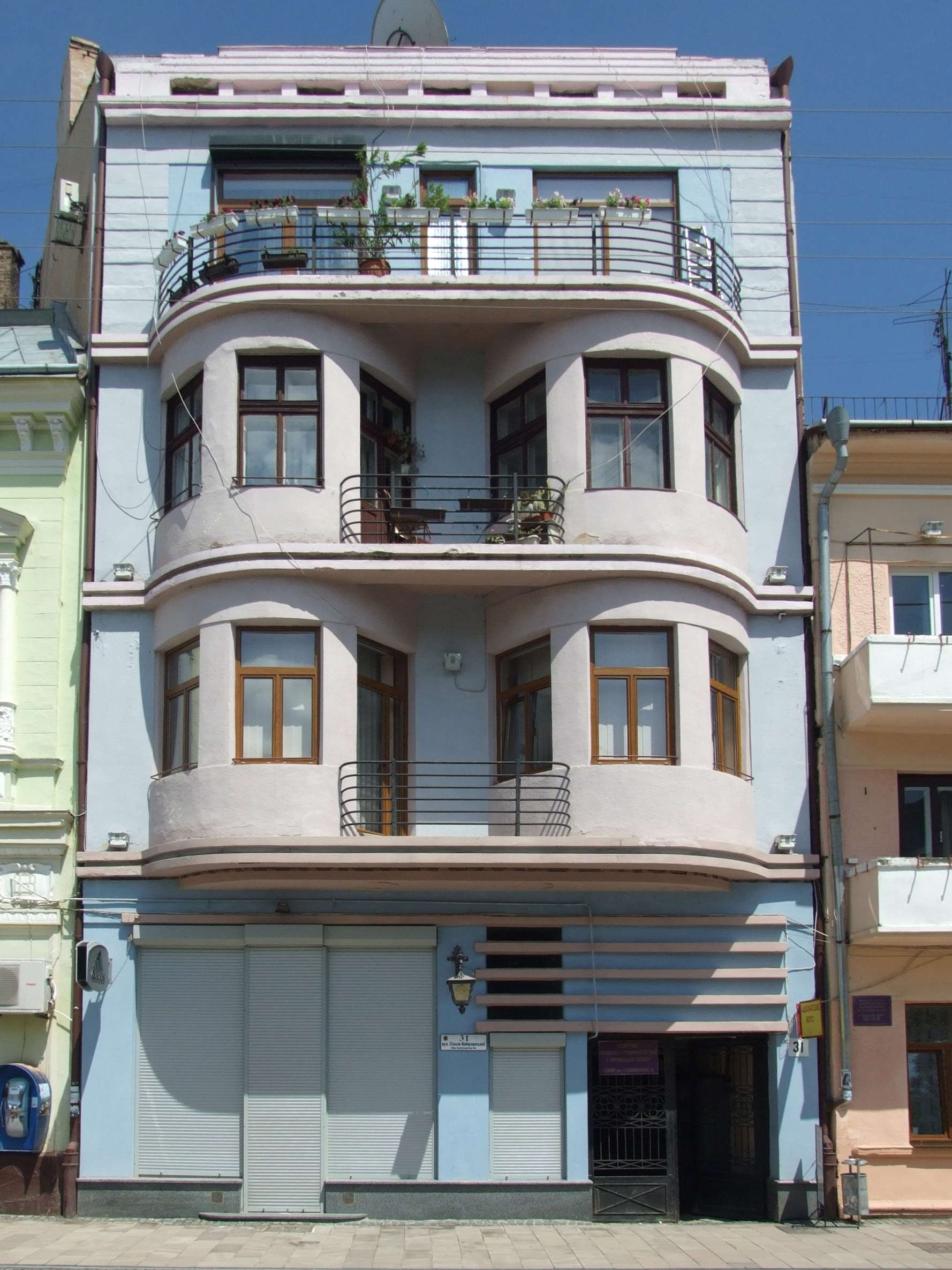
Casa de pe strada Kobylyanska, nr. 23
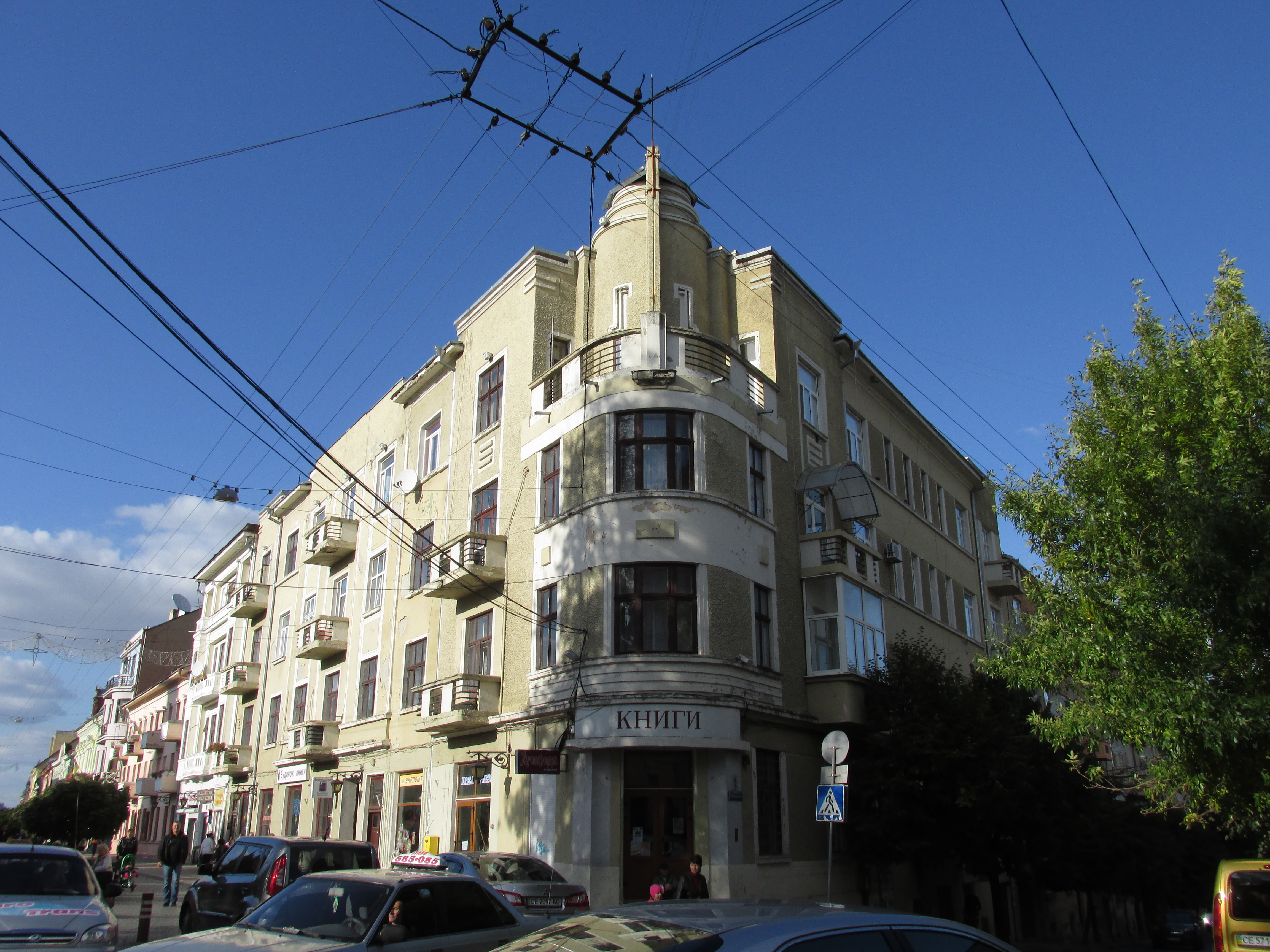
Casă, arhitect M. Brettschneider, 1934
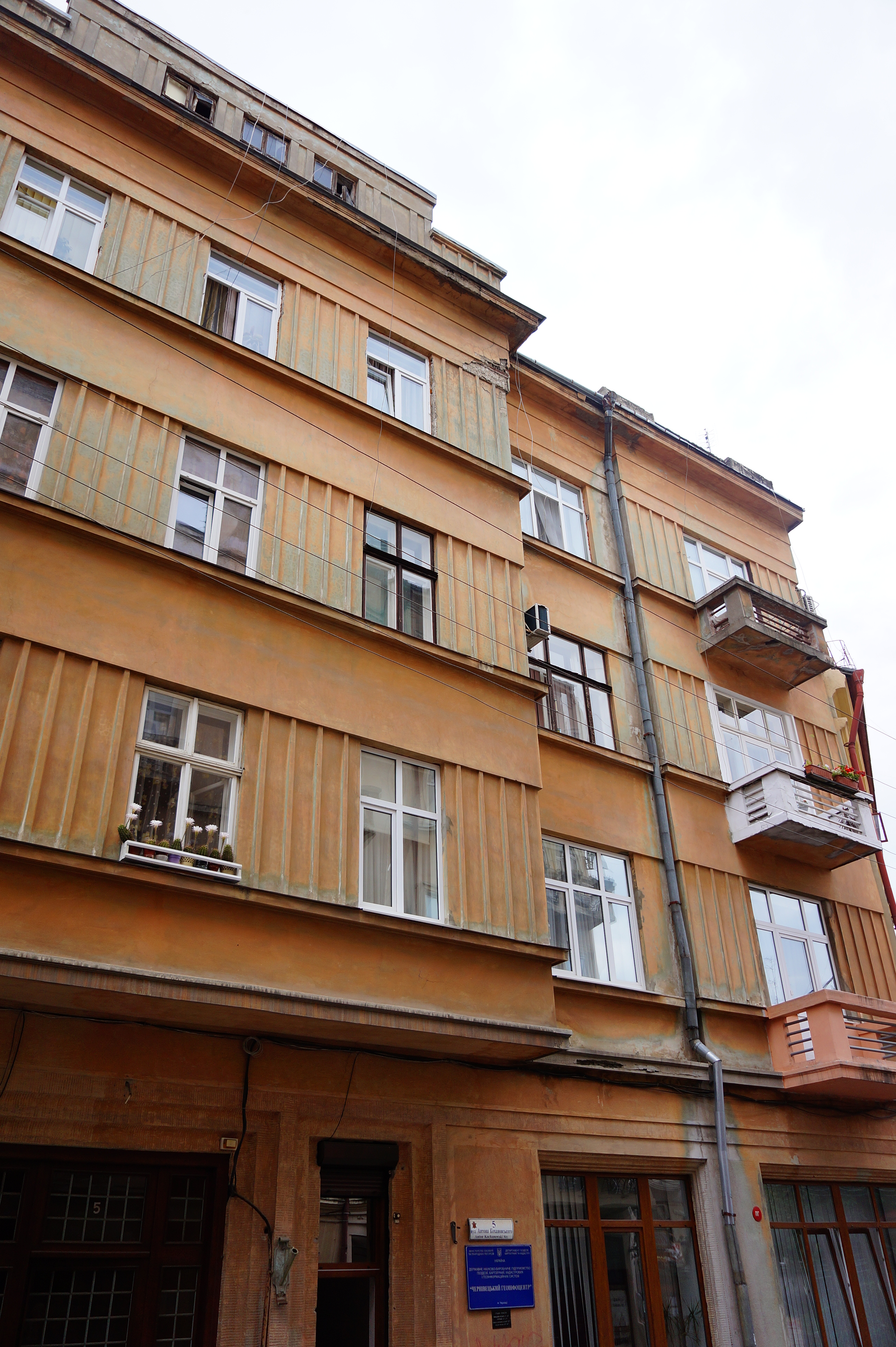
Casa de pe strada Kokhanskoho
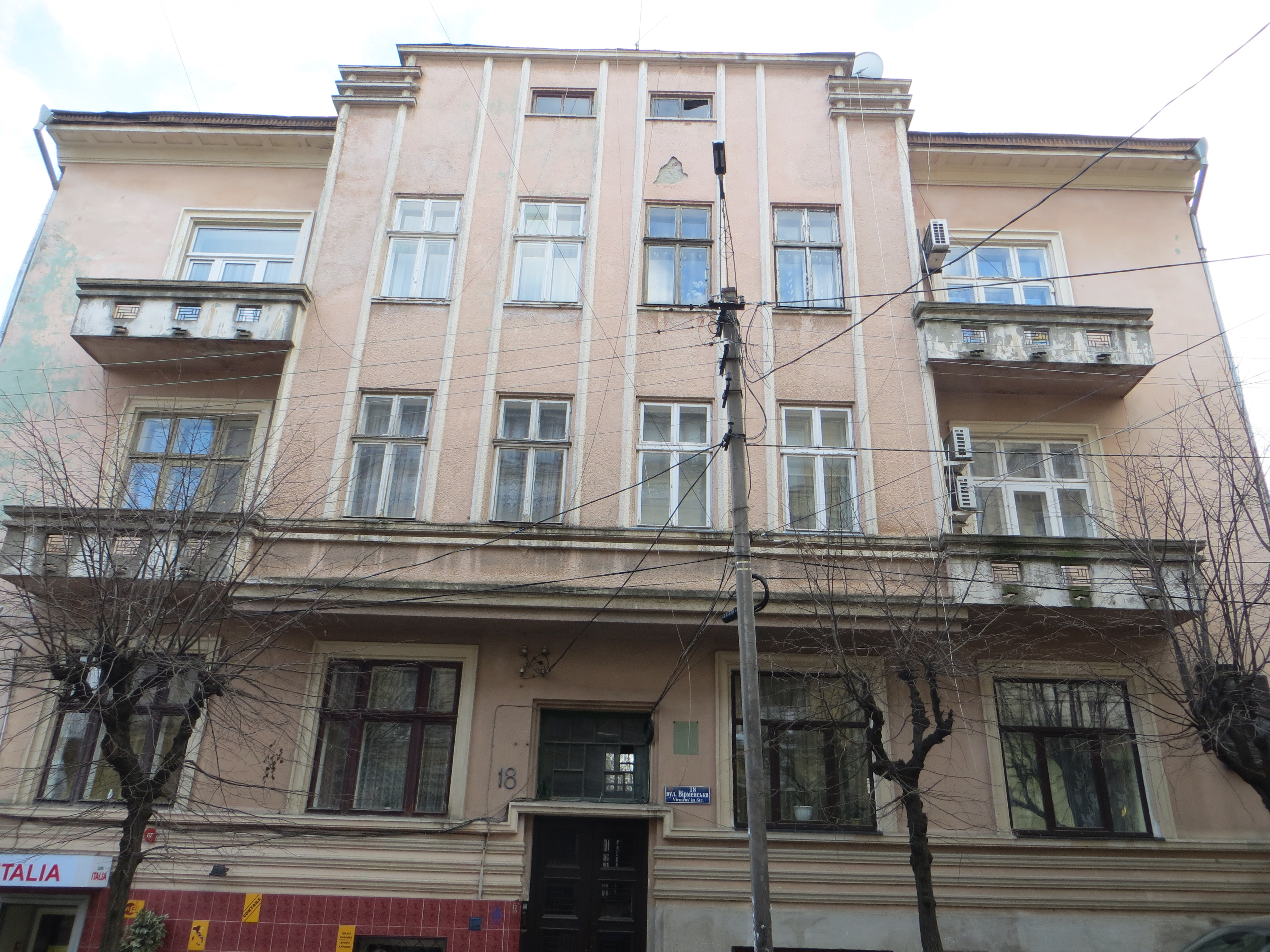
Casa pe strada Virmenska
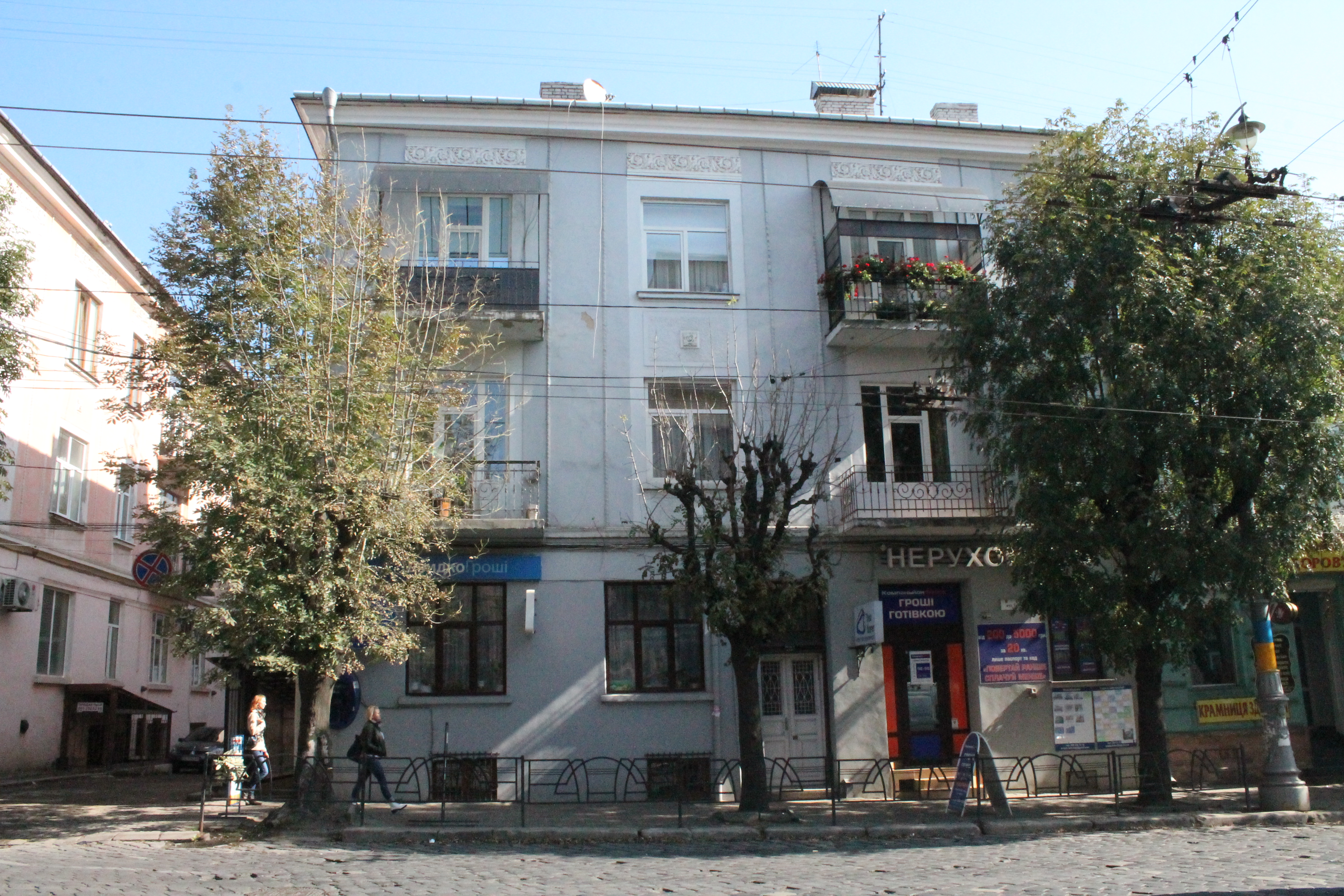
Casă pe strada principală, 99
Bursa lui Nestor, 1930
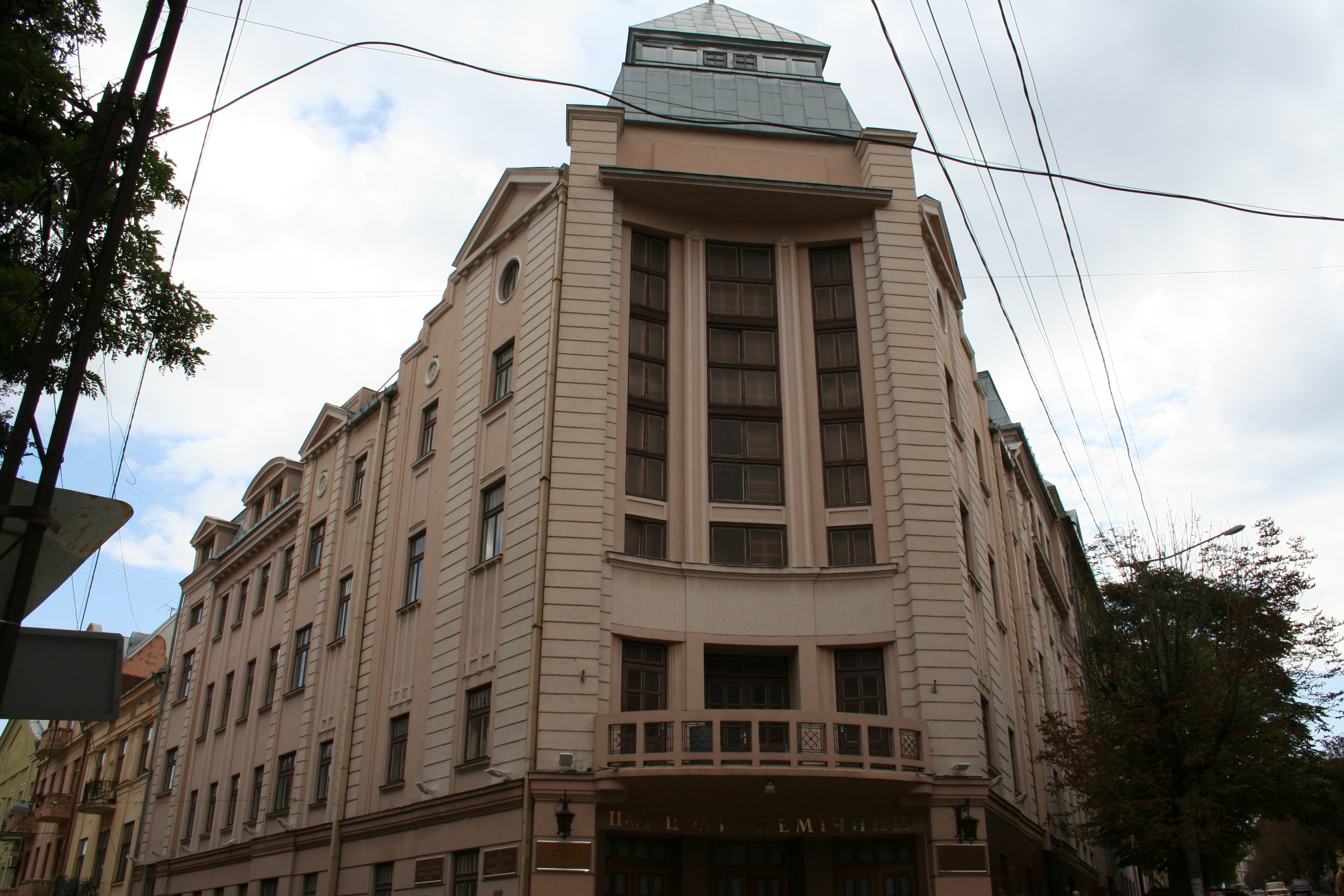
Reconstrucția clădirii pentru cinematograful „Scala”, 1931
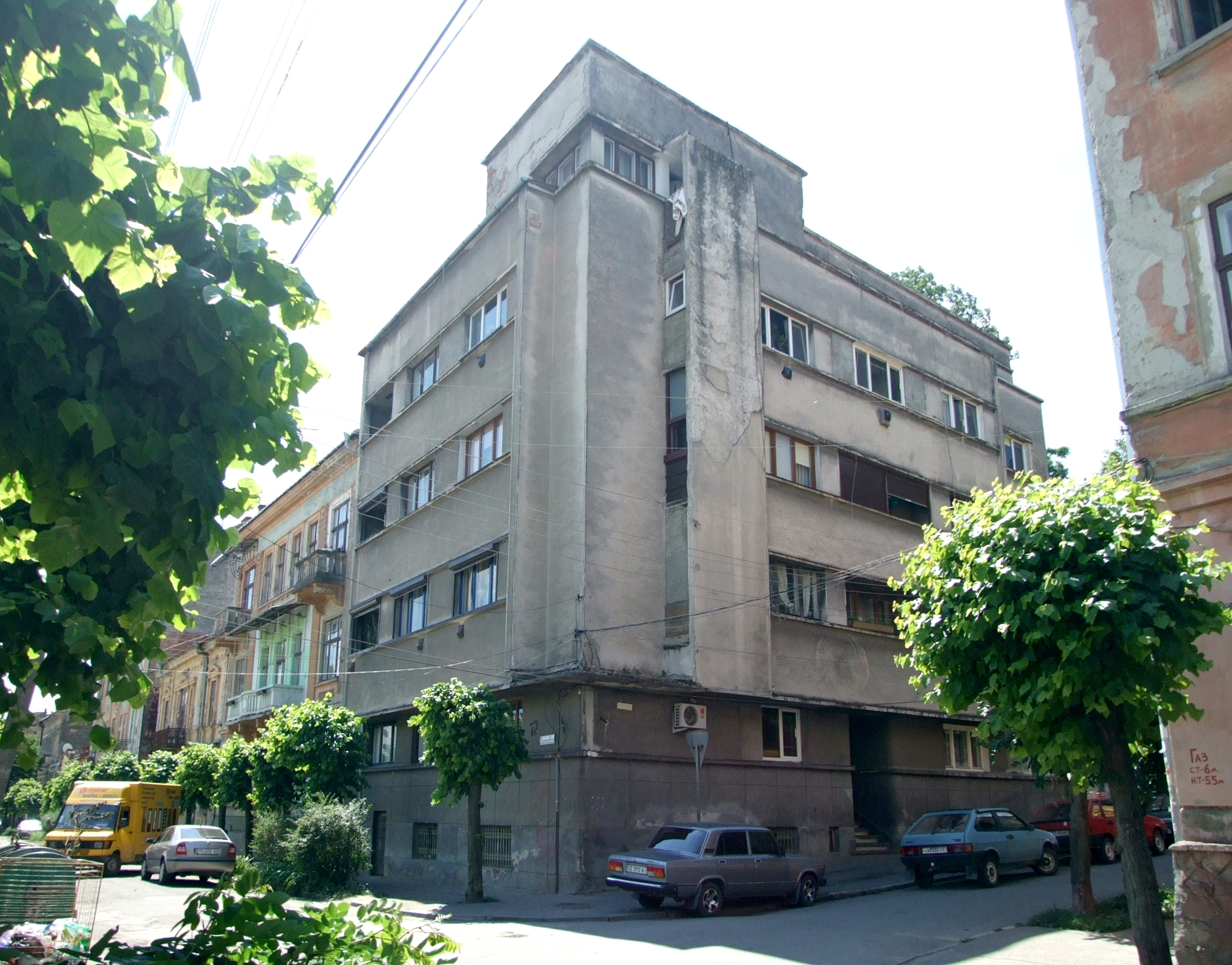
Casa de pe strada Smal-Stotskoho, 1938 – 1939
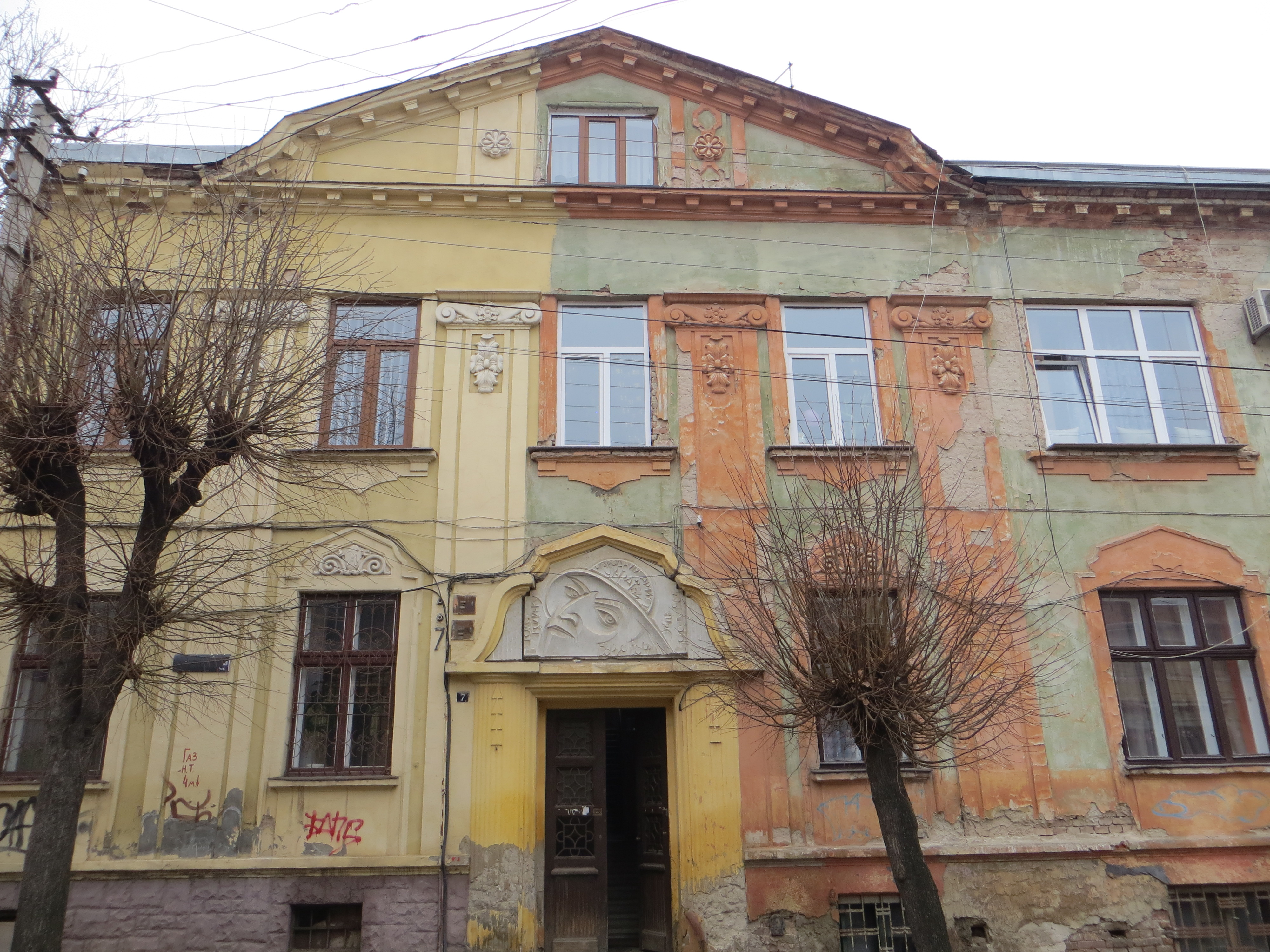
Casa pe strada Lomonosova
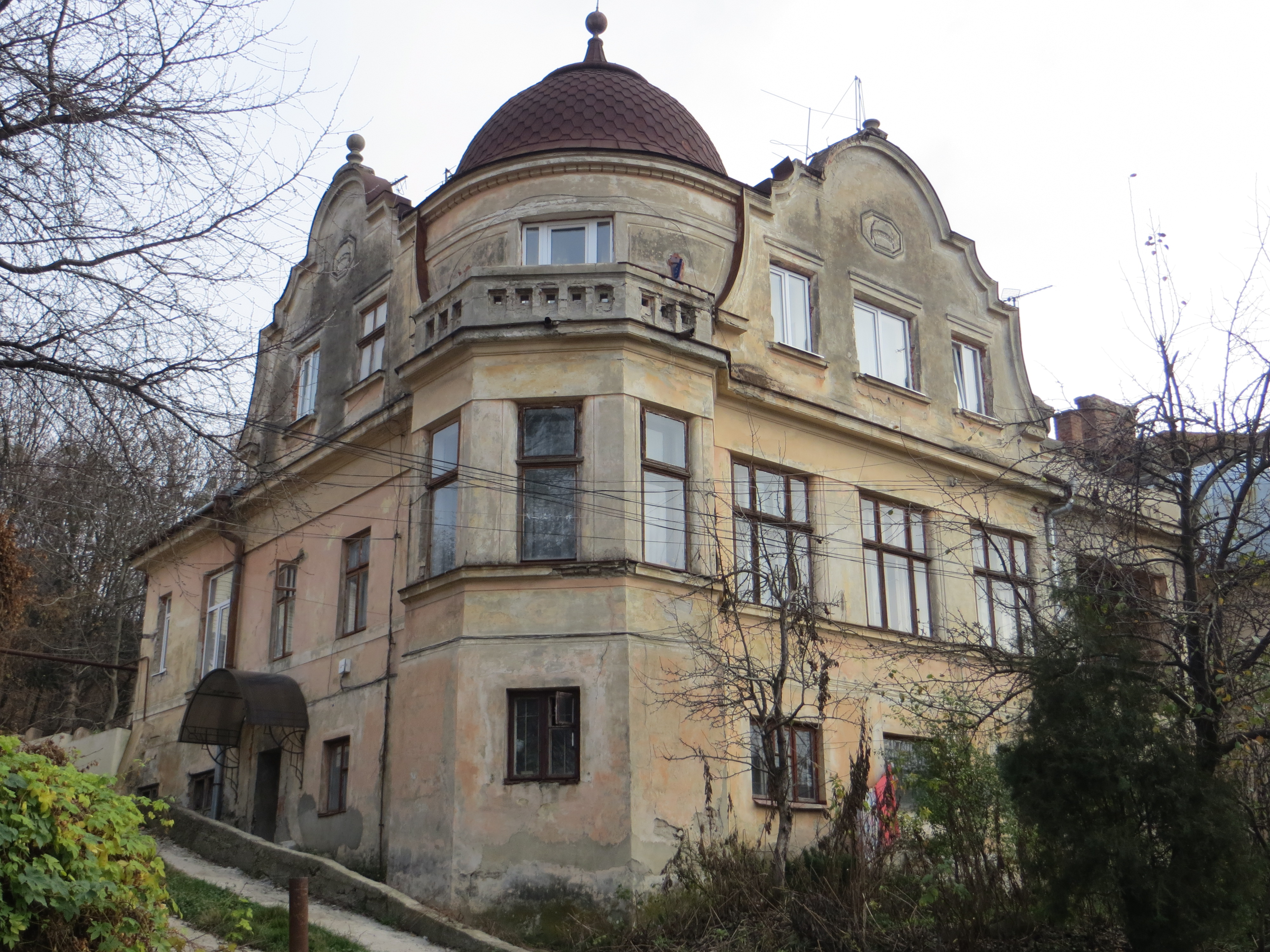
Casa pe strada Pirogova
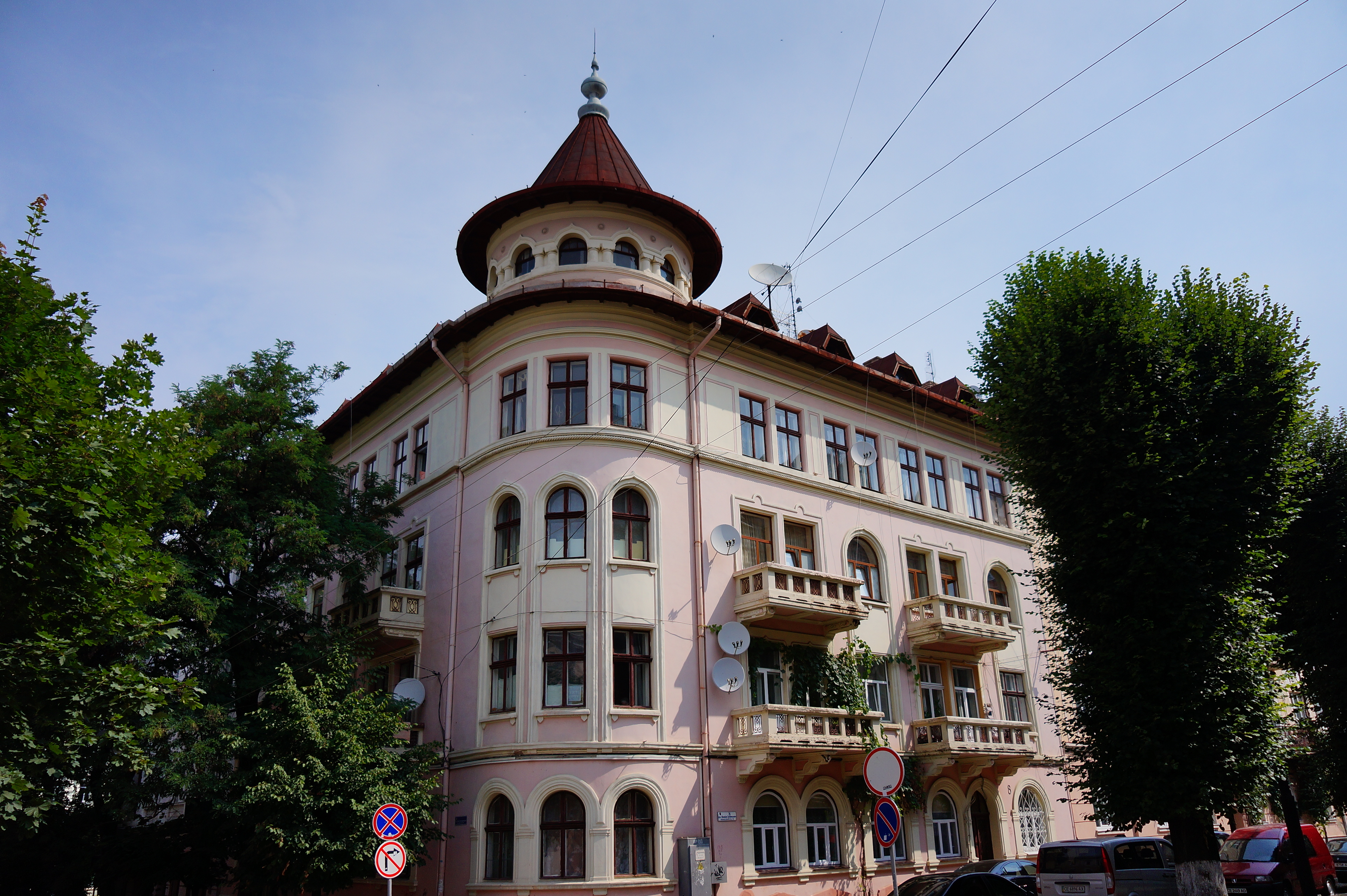
Casa de pe strada Hrushevskoho nr. 8
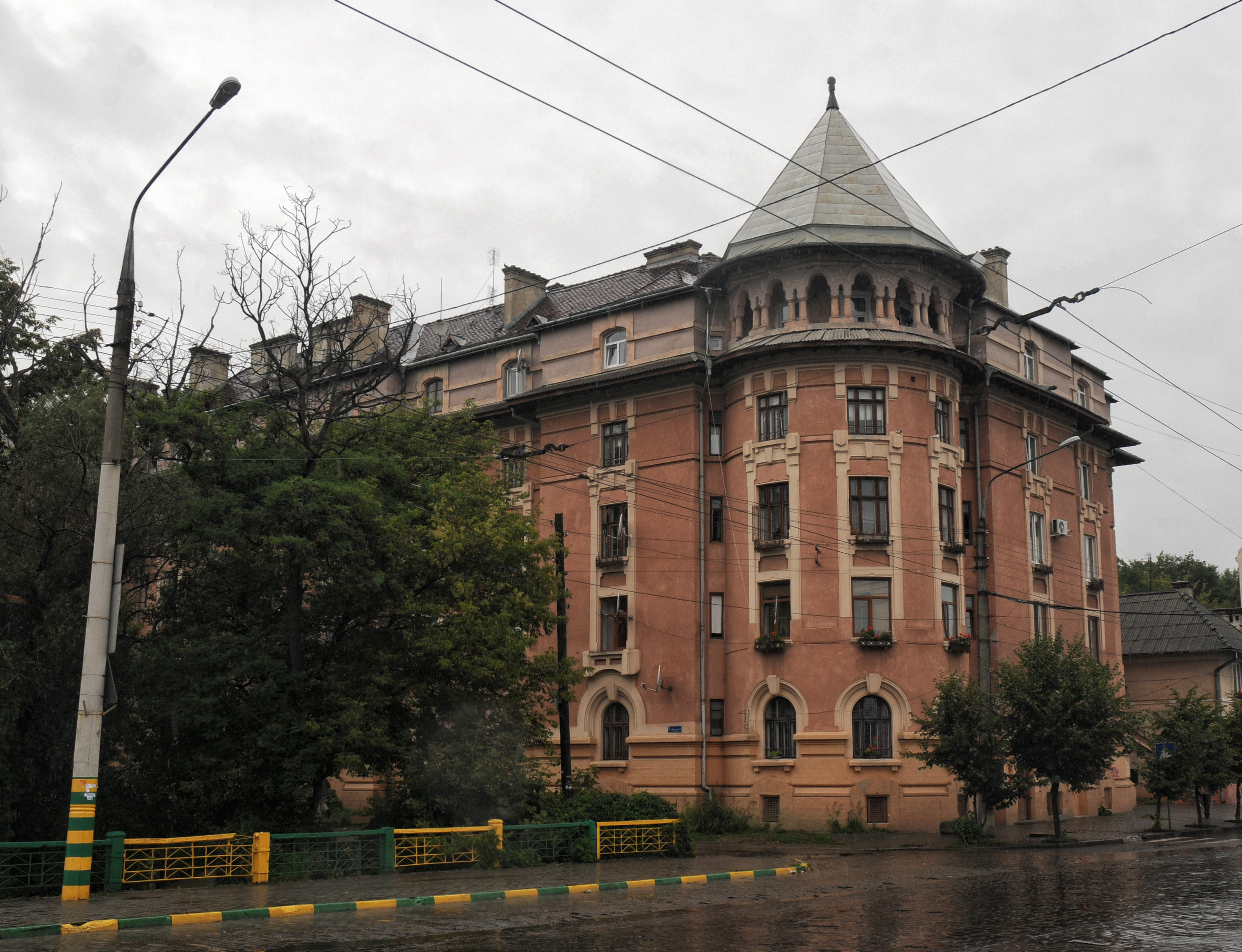
Casa pe Strada Iuri Gagarin, 1930
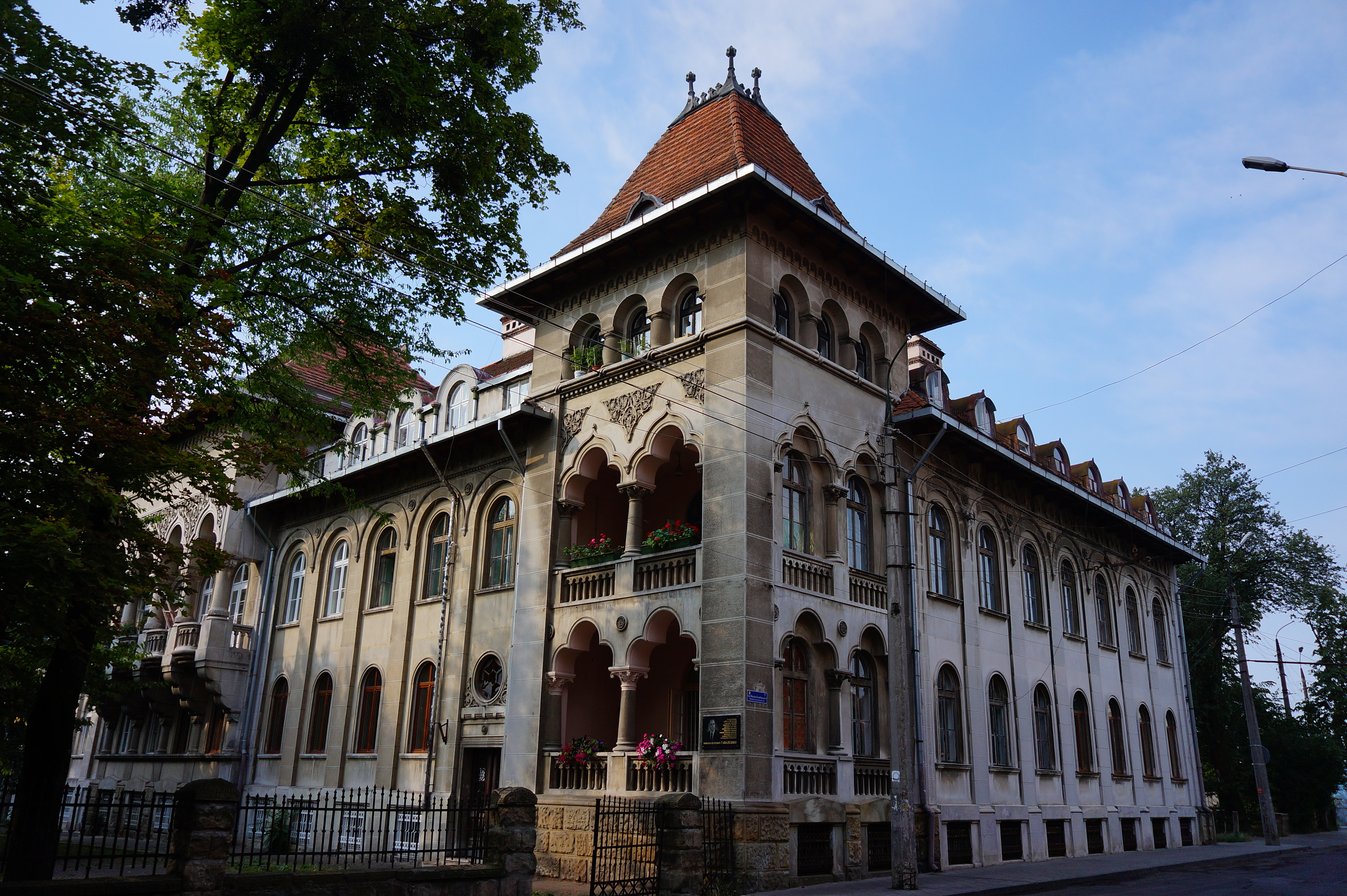
Clădirea reședinței Mitropolitane în perioada interbelică.
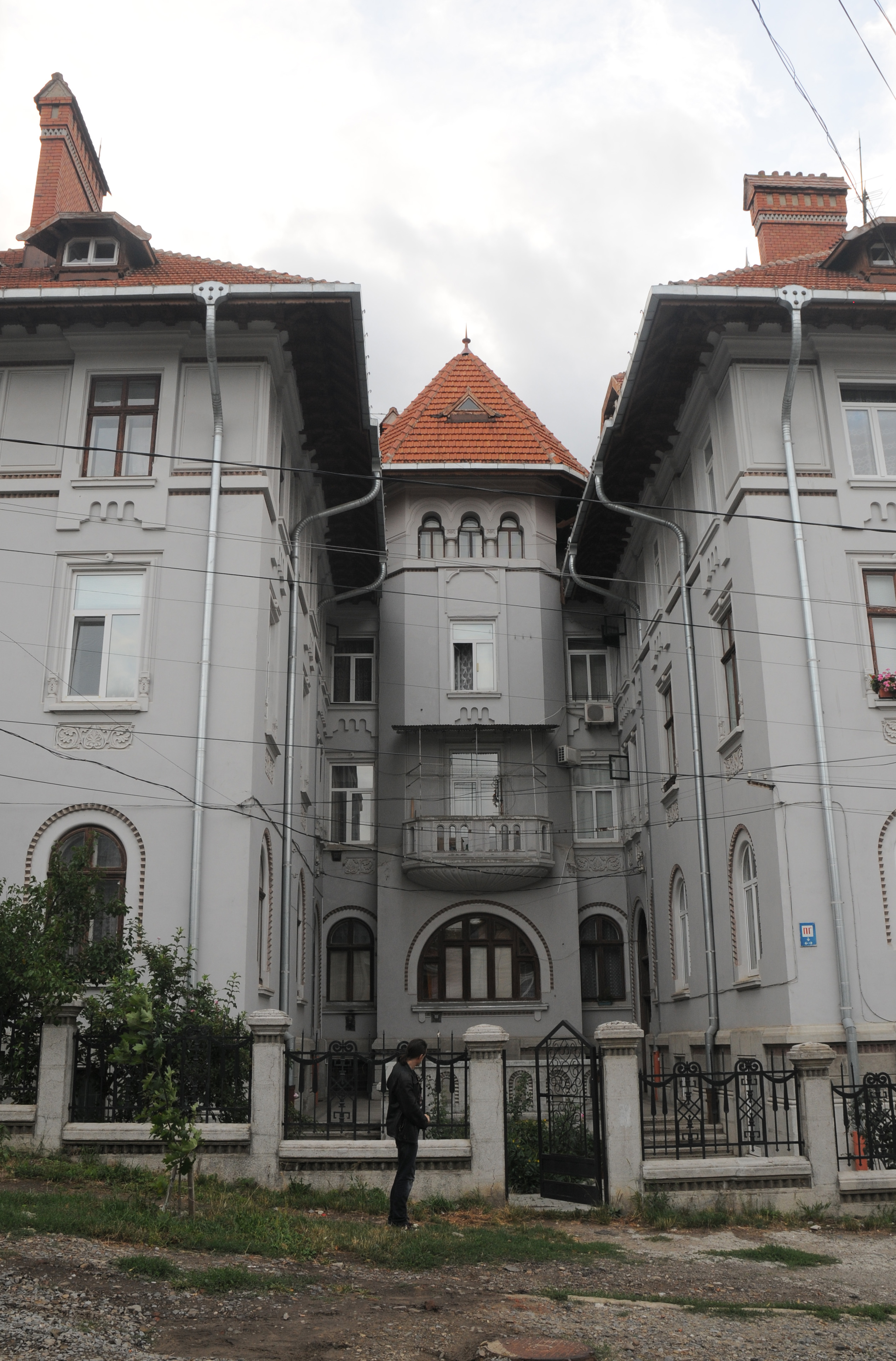
Casă pentru ofițeri de pe strada Suvorova
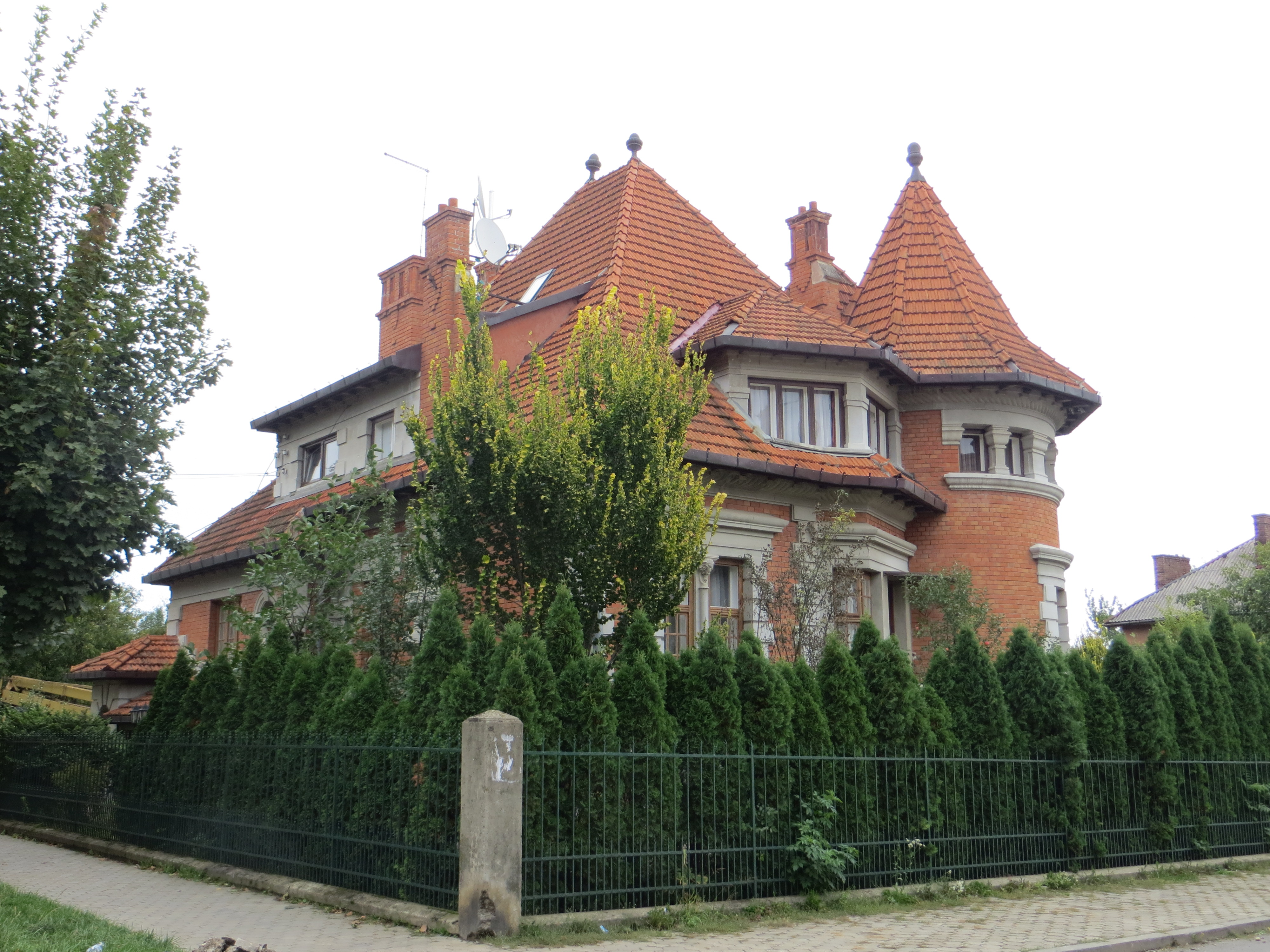
Clădire de locuințe pe strada Trepka, 1930
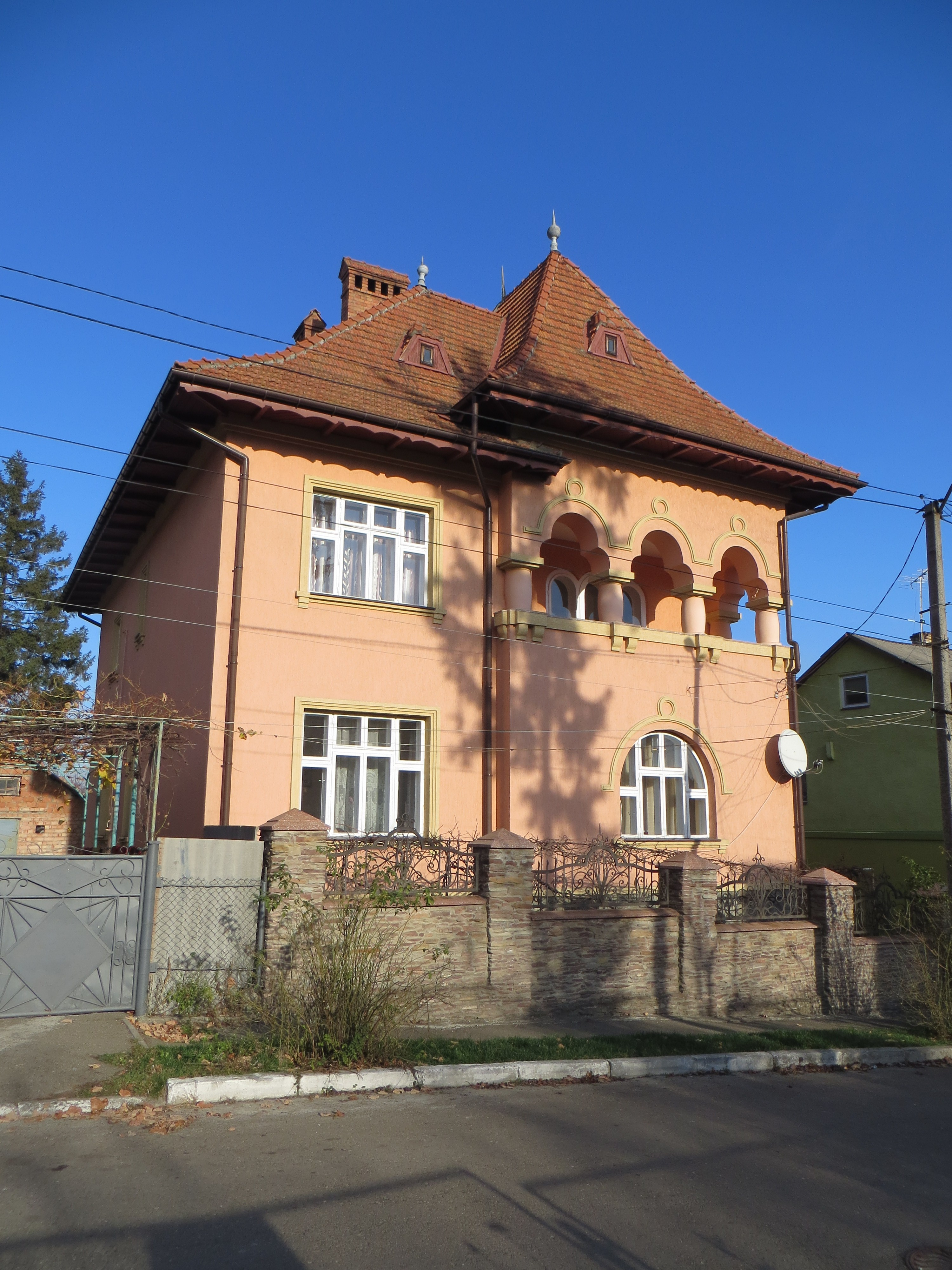
Vila Filipovici, 1930.
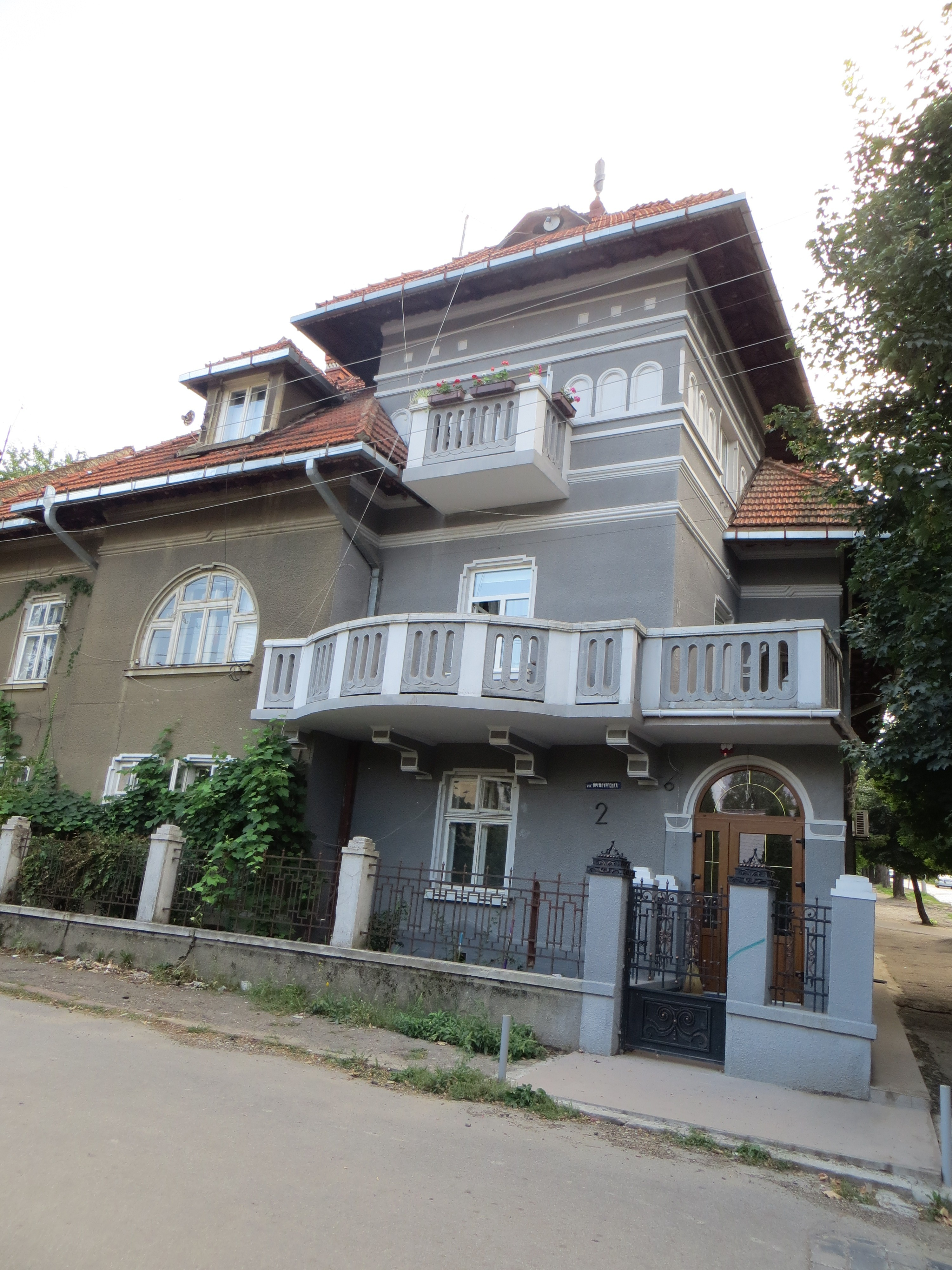
Casa de pe strada Andriy Kushnirenko
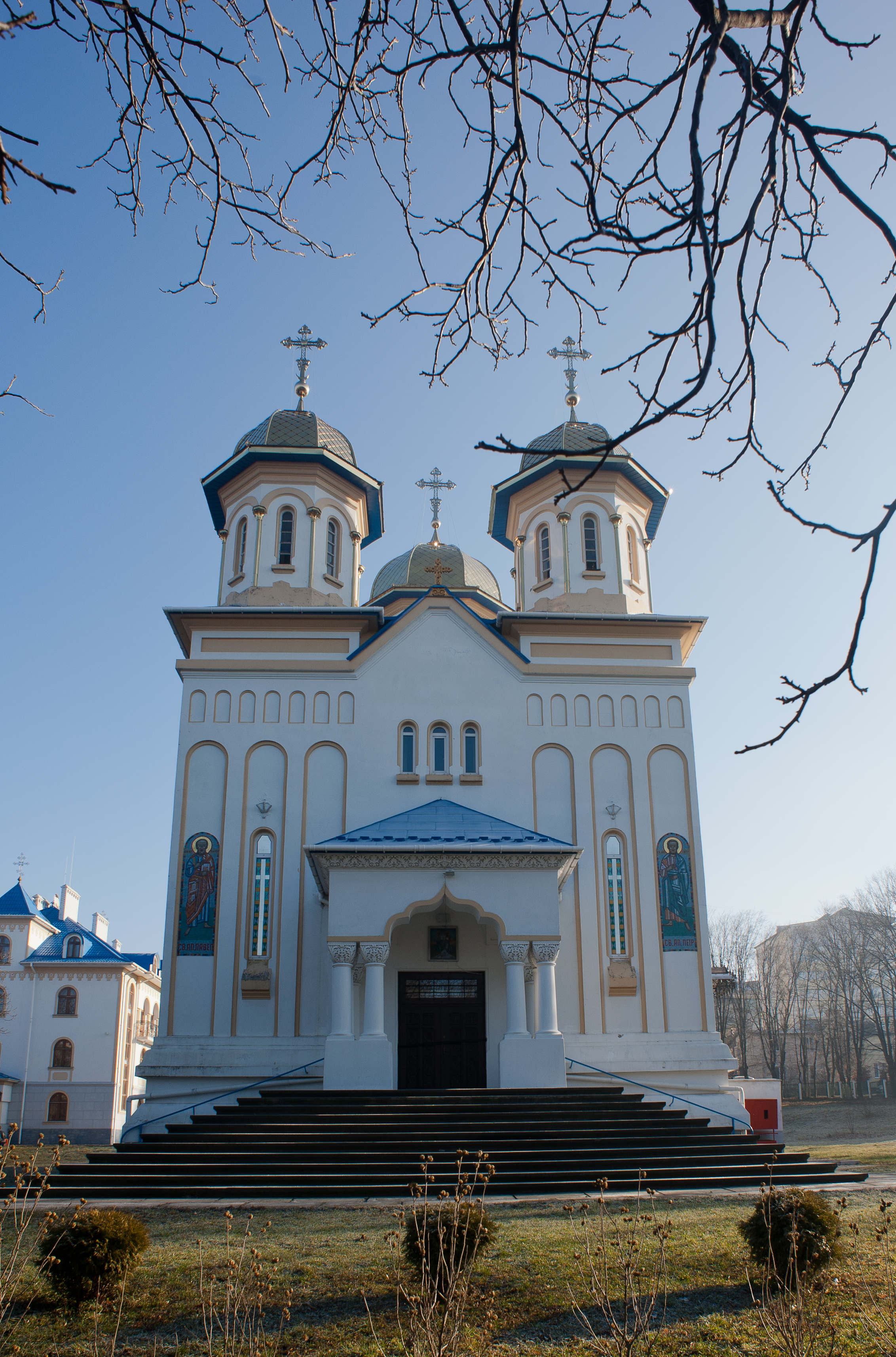
Biserica ortodoxă Sf. Petru și Pavel din Cernăuți, 1938.
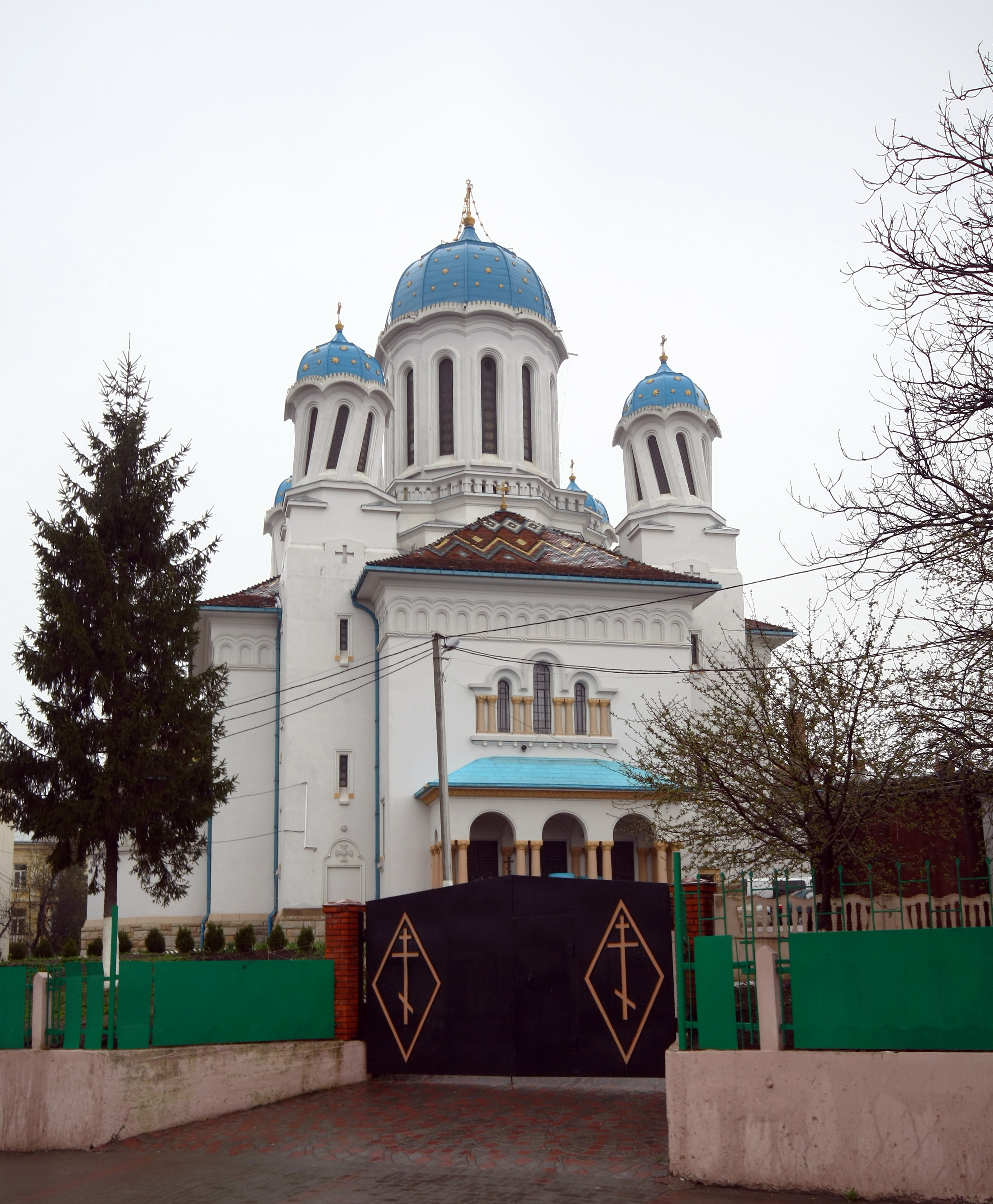
Biserica Sfântul Nicolae din Cernăuți, 1936–1939.
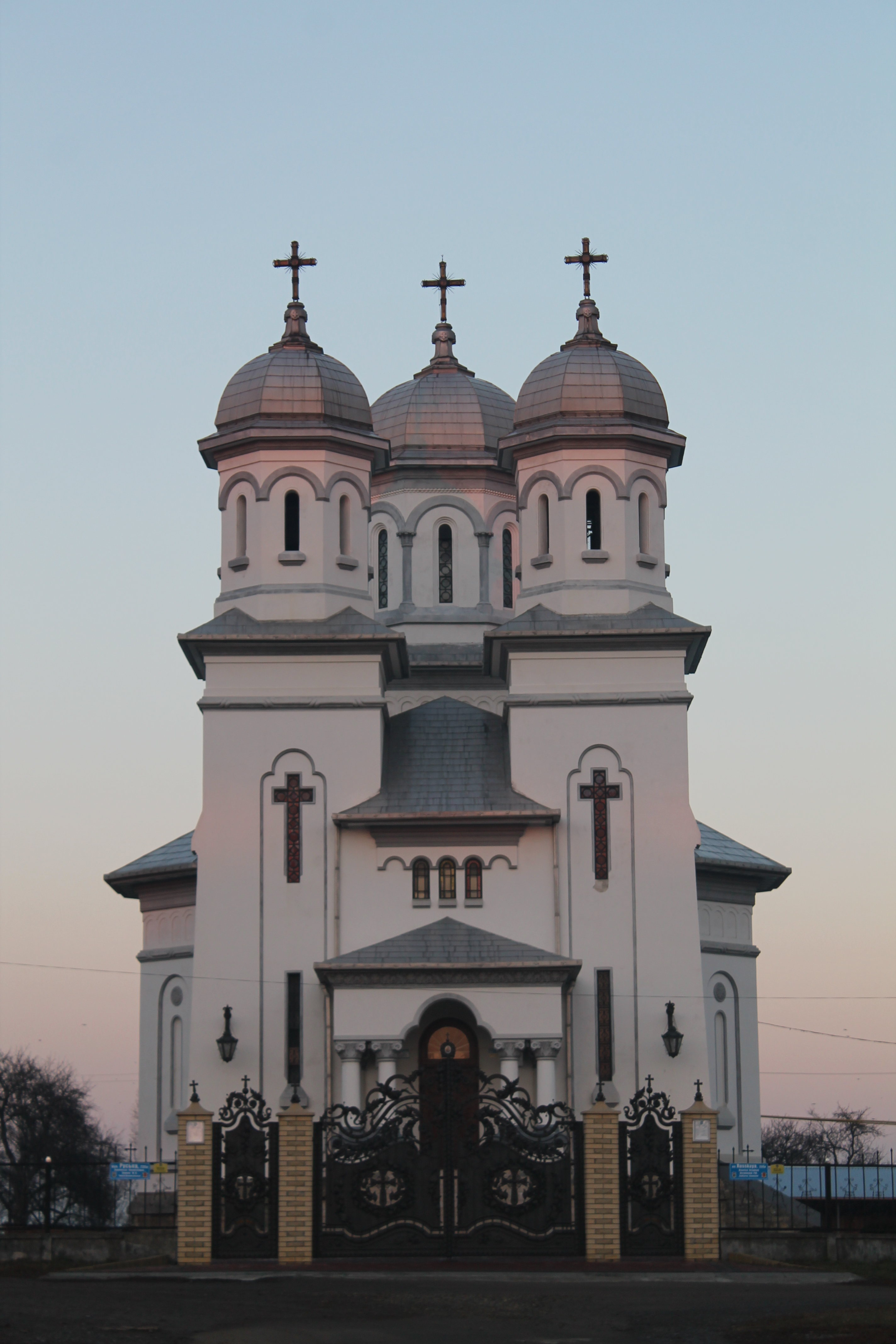
Biserica ortodoxă Înălțarea Domnului din Cernăuți, 1938.
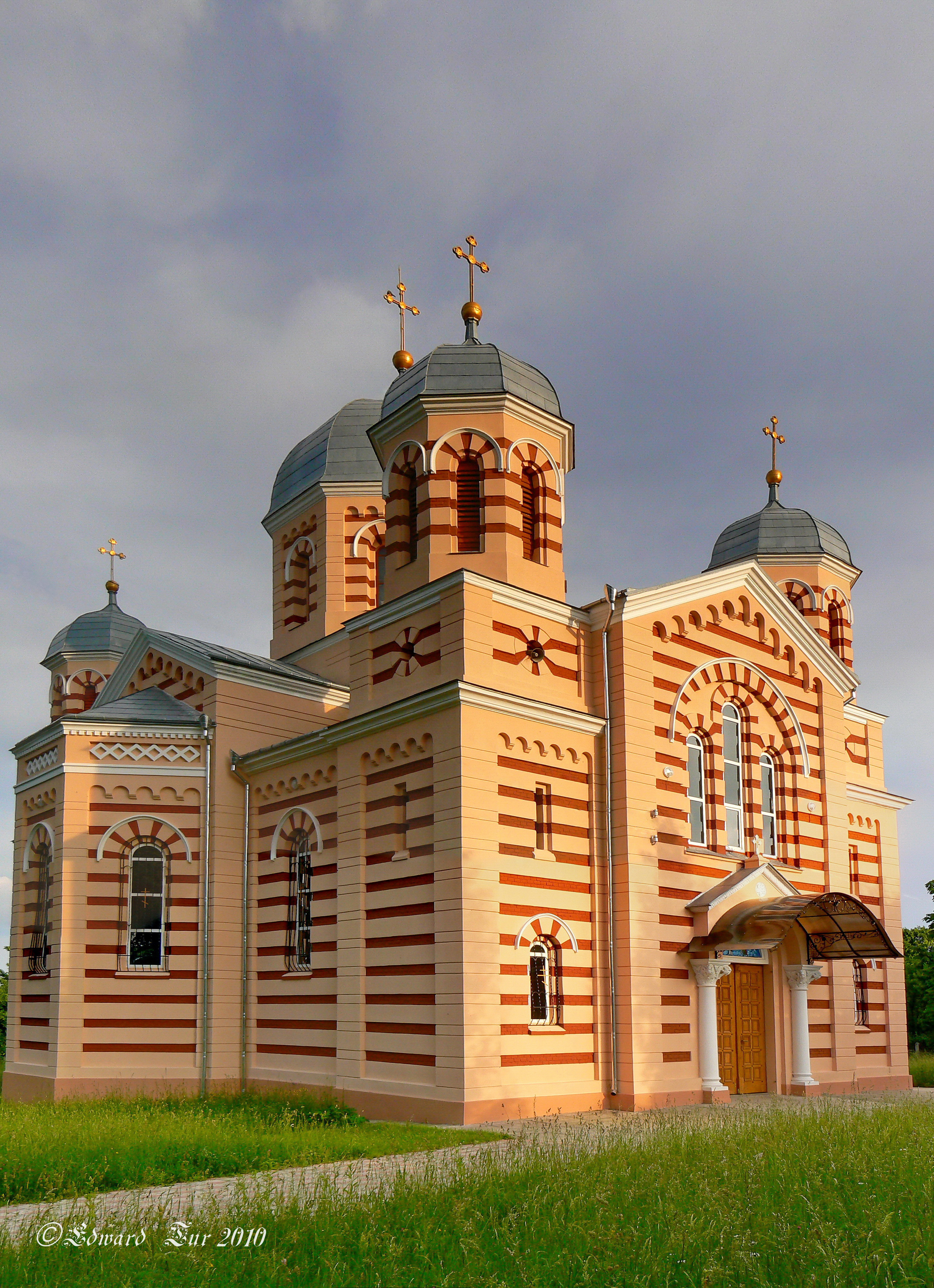
Biserica Sfântul Mihail din Roșa, o suburbie a Cernăuților
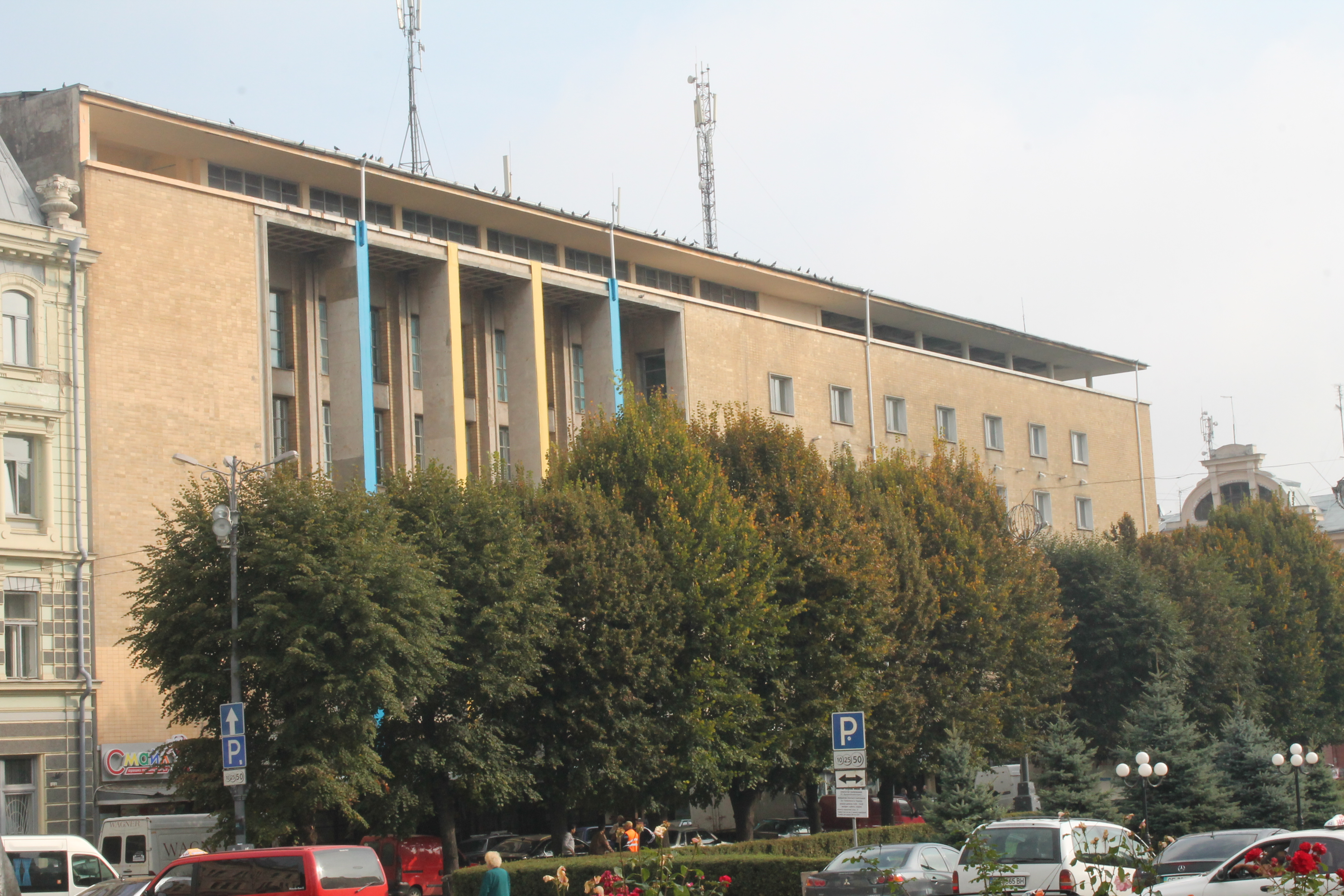
Noul Palat Național al Românilor, arhitect Horia Creangă, 1937–1940.